# کاخ و موزه منیل

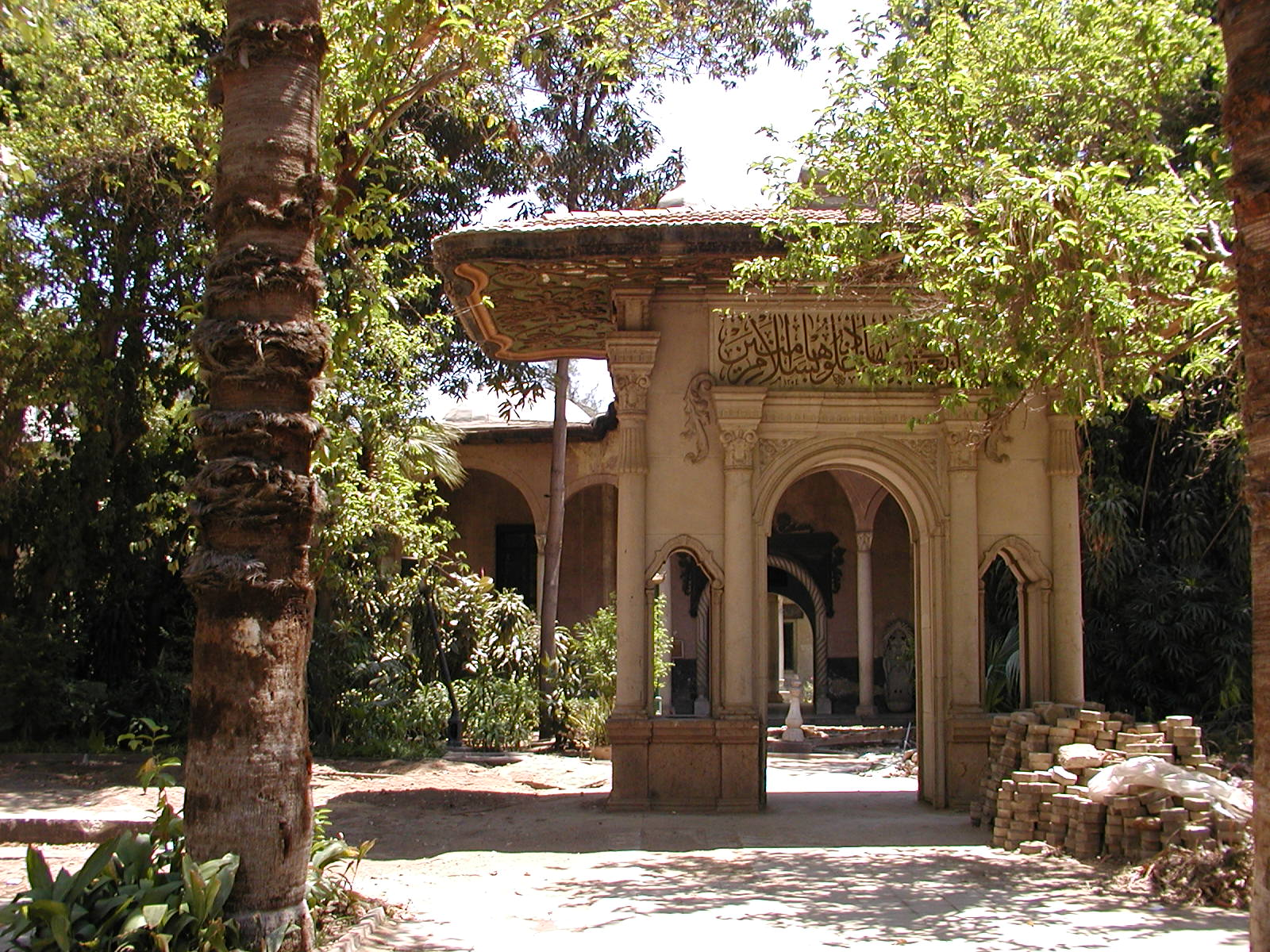
کاخ منیل، ورودی‌ها و کوه‌ها و باغ‌ها

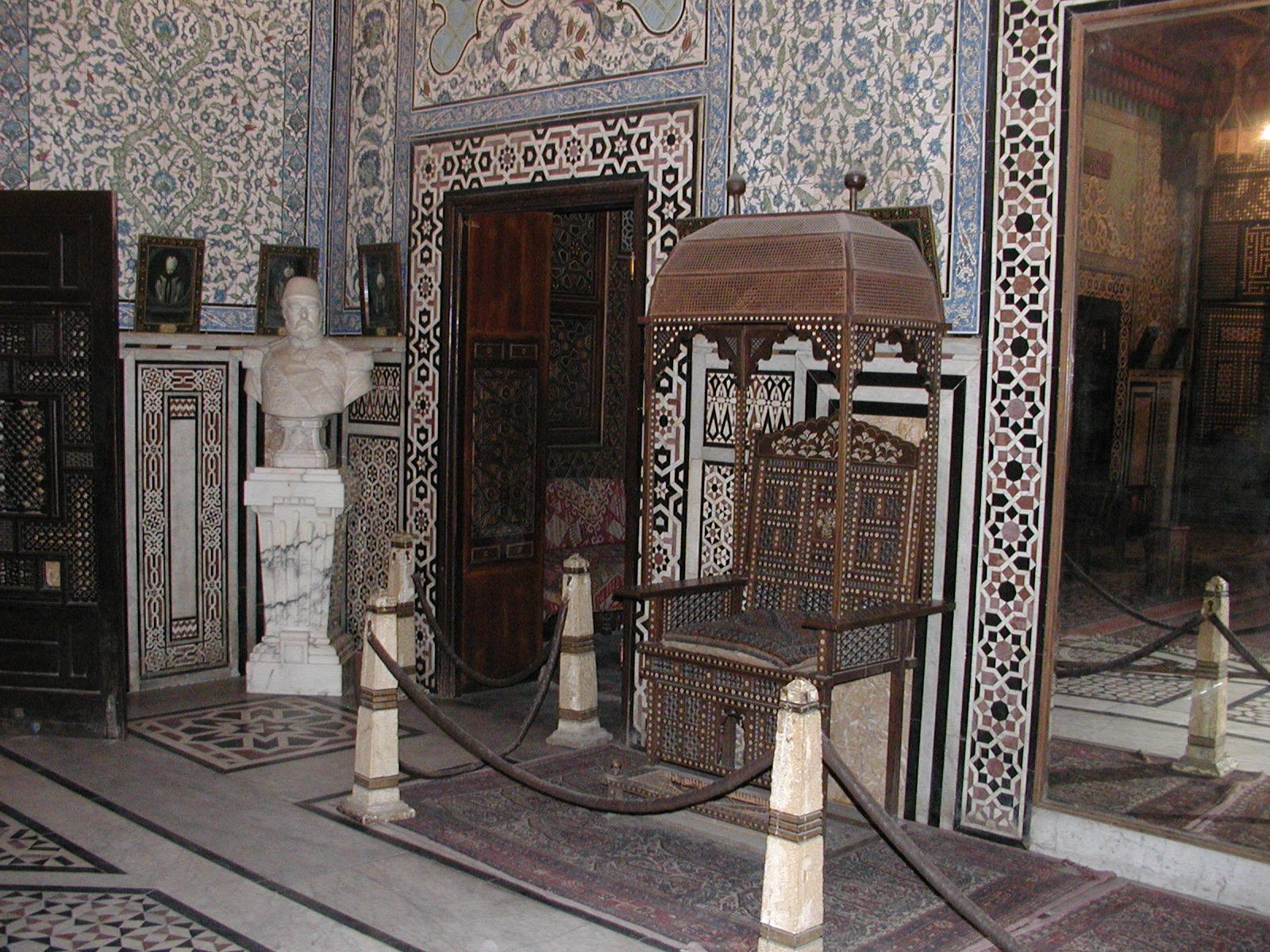
کاخ منیل

کاخ و موزه منیل یکی از قصرهای دوره پادشاهی در مصر با معماری خاص می‌باشد. ساختن این قصر در سال ۱۹۰۱ در جزیره منیل در آستانه قاهره در مساحتی معادل ۶۱۷۱۱ متر مربع بنا شد که در ۵۰۰۰ متر مربع آن ساختمان ساخته شده‌است. این قصر معماری با ارزش منحصر بفرد که شامل هنرهای اسلامی متنوع از زمان حکومت و خلفای فاطمی و دوره پادشاهی ممالیک و دوره‌ای که مصر تحت سلطه عثمانی‌ها بود و همین‌طور معماری اندلسی و ایرانی و شامی می‌باشد، این قصر شامل سه سرا یا ساختمان مستقل می‌باشد که عبارتند از: ساختمان محل اقامت شاهزاده محمدعلی، ساختمان استقبال و ساختمان تاج‌گذاری و تخت و تاج حکومتی، به‌علاوه مسجد، موزه خاص، موزه صید، برج ساعت، دور تا دور قصر را یک دیوار احاطه کرده‌است که به سبک دوران قرون وسطی ساخته شده‌است، در داخل محوطه نیز در بین ساختمان‌ها باغ‌های مختلفی ساخته و پرداخته شده‌است که شامل مجموعه کمیابی از درختان و گیاهان مختلف می‌باشد، این قصر در حال حاضر به عنوان موزه استفاده می‌شود.
این کاخ از اموال شاهزاده محمد علی پسر دوم خدیوی توفیق و برادر خدیوی عباس حلمی دوم بوده‌است. وی سه بار به عنوان ولیعهد انتخاب شد و در این منصب خدمت کرد، وی یکی از سه نفری بود که به عنوان شورای سلطنت بعد از مرگ ملک فؤاد اول تا زمانی که پسر عمویش ملک فاروق به سن قانونی برای حکومت برسد انتخاب و وصیت گردید. شاهزاده محمد علی خودش محل و زمین این قصر را انتخاب کرد و در ابتدا ساختمان محل استقرار و اقامت را ساخت و بعد از تکمیل آن بقیه ساختمان‌ها را بنا نمود، خود شاهزاده اقدام به طراحی مهندسی و همین‌طور تزیینات قصر نمود و در حین ساختن نیز بر ساختمان‌سازی قصر نظارت داشت، در مرحله اجرا معلم محمد عفیفی مسئول اجرای این طرح بود، شاهزاده محمدعلی وصیت کرد که بعد از مرگش این محل به عنوان موزه مورده استفاده قرار بگیرد.

## سازنده
سازنده این کاخ محمدعلی پسر دوم خدیوی توفیق پسر خدیوی اسماعیل است، مادر او شاهزاده خانم آمنه نجیبه الهام بخش وقار ابراهیم الهام بخش پاشا، فرزند عباس اول می‌باشد، در حالی که برادران و خواهران او عبارتند از خدیو عباس حلمی دوم، شاهزاده خانم نازلی هانم، شاهزاده خانم خدیجه هانم، شاهزاده خانم نعمة الله.
شاهزاده محمد علی در ۹ نوامبر ۱۸۷۵ برابر با ۱۱ شوال ۱۲۹۲ هجری قمری در قاهره متولد شد و در دوران نوجوانی عاشق علم و دانش گردید و وارد مدرسه العلیه بعابدین برای تحصیل و فراگیری علوم ابتدایی گردید، وی در سال ۱۸۸۴ به اروپا رفت و برای کسب علوم عالی و دانشگاهی وارد دبیرستان هیکسوس در سوئیس و پس از آن در اتریش بر اساس دستورهای پدرش وارد مدرسه ترزیانوم در نمسا برای کسب علوم نظامی گردید. او پس از مرگ پدرش در سال ۱۸۹۲ به مصر بازگشت، وی از زمانی که یک مرد جوان بود جوانی بود با حکمت و تدبیر و دوراندیشی، وی تمایل زیادی به علم و عشق به ادبیات و هنر به‌طور خاص هنر اسلامی داشت.
شاهزاده محمد علی، سه بار به عنوان ولیعهد انتخاب و منصوب گردید، برای اولین بار در زمان سلطنت برادرش خدیو عباس حلمی دوم تا اینکه وی دارای یک فرزند پسر بنام شاهزاده محمد عبدالمنعم گردید، پس از عزل عباس حلمی دوم بنا به خواسته مقامات بریتانیایی شاهزاده محمد علی مصر را ترک کرده و در خارج از کشور در مونتر سوئیس ساکن شد، بعد از موافقت سلطان احمد فؤاد اول وی به مصر بازگشت، سلطان احمد فؤاد اول وی را برای بار دوم به عنوان ولیعهد مشخص نمود تا اینکه وی نیز دارای یک فرزند پسر به نام شاهزاده فاروق گردید، وی پس از مرگ ملک احمد فؤاد اول به عنوان یکی از سه نفری که صاحب تاج و تخت هستند تا زمانی که پسر عمویش ملک فاروق به سن حکومت برسد وصیت شد، بعد از به حکومت رسیدن ملک فاروق وی برای بار سوم به عنوان ولیعهد مشخص گردید تا اینکه ملک فاروق نیز دارای یک فرزند پسر به نام شاهزاده احمد فؤاد دوم گردید. شاهزاده محمد علی در ۱۷ مارس ۱۹۵۴ درسن ۸۰ سالگی در لوزان در سوئیس درگذشت. وی وصیت کرده بود که بعد از وفاتش در مصر دفن شود، لذا وی به مصر منتقل گردید و در مقبره خاندان سلطنتی دفن گردید (قبرستان افندینا)
شاهزاده محمدعلی خودش زمین محل ساختن قصر را انتخاب کرد و در ابتدا اقدام به ساختن ساختمان محل اقامت نمود و بعد از تکمیل آن بقیه ساختمان‌های قصر را بنا کرد، وی بر تمام مراحل ساختن قصر اشراف و نظارت داشت و در تمام طراحی‌ها خودش حضور داشت و خودش مشخص می‌کرد که کدام طرح اجرا گردد، برای اجرای این طرح وی کار را به استاد محمد عفیفی سپرد که این طرح را به اجرا درآورد و دلیل آن هم نوشته‌ای است که در ورودی قصر نوشته شده‌است که متن آن عبارت است از: مصر محمد علی بالمنیل، این قصر را شاهزاده محمد علی فرزند شایسته مغفور محمد توفیق برای احیا و زنده نمودن هنرهای اسلامی و بزرگداشت این هنرها بنا نمود، بدعت و طراحی مهندسی ساختمان و نقاشی‌ها و تزیینات این قصر توسط شاهزاده محمدعلی انجام شده‌است و استاد محمد عفیفی این طرح را به اجرا درآورد، ساختن این قصر در سال ۱۳۴۸ هجری قمری به پایان رسید.

## تاریخچه
زمین این قصر بین خاندان سلطنتی و همین‌طور بزرگان خارجی دست به‌دست شده‌است، این زمین ملک شاهزاده مصطفی فاضل پاشا بود بعد از آن ملک شاهزاده احمد رفعت پاشا، سپس این زمین به خدیوی اسماعیل منتقل گردید و بعد این ملک به لوی ماری جوزف رسید و بعد از آن به دوک ادمون منتقل گردید، در سال ۱۸۸۸ دوک ادموند از مالکیت این محل دست کشید و آن را به یکی از کارمندان فرانسوی خودش در مصر بنام جان کلود ارشید واگذار کرد، در سال ۱۹۰۲ این زمین توسط شاهزاده محمدعلی از وی خریداری شد، بعد از آن وی شروع به ساختن قصر خودش در این زمین نمود در زمان حکومت ملکی و پادشاهی در مصر بسیاری از جشن‌ها و جلسات در این قصر برگزار می‌شد، در این برنامه‌ها بسیاری از بزرگان دولت شامل وزرا و ادیبان و روزنامه‌نگاران شرکت می‌کردند، شاهزاده محمدعلی وصیت کرد که بعد از مرگش این محل تبدیل به موزه گردد تا بازدیدکنندگان از زیبایی هنرهای بکار رفته در این قصر بهره‌مند گردند. بعد از انقلاب ۱۹۵۲ و ملی شدن اموال خانواده محمدعلی پاشا امور این قصر در سال ۱۹۶۴ به شرکت مصری هتل داری و توریسم واگذار شد، این شرکت یک هتل در باغ این قصر بنا نمود به نام هتل قصر المنیل یا هتل منیل بالاس، این هتل عبارت بود از یک ساختمان چوبی ییلاقی دو طبقه شامل ۱۸۰ سوییت دو اتاقه، بعد از مدتی این هتل مطابق قانون ۲۰۳ سال ۱۹۹۱ به تملک شرکت اسکان و توریست و هتل‌ها و سینماها واگذار شد، همین موضوع باعث ایجاد یک نزاع حقوقی بین اداره اموال و دارایی‌های دولت و این شرکت گردید که در نهایت نخست‌وزیر دستور داد که این قصر و باغ آن به اداره موزه داری در مصر داده شود و بعد از آن توسط این دایره تمام این ساختمان چوبی ییلاقی که چهره قصر را خراب کرده بود منهدم گردید.

## طراحی
این قصر در شمال جزیره الروضه در ساحل و حاشیه شاخه کوچک رود نیل مقابل و جلوی قصر و کاخ العینی قرار دارد، مساحت کلی قصر حوالی ۶۱۷۱۱ متر مربع می‌باشد که از این میزان ۵۰۰۰ متر مربع برای ساختن ساختمان‌های قصر شامل ساختمان‌های محل اقامت و… استفاده شده‌است، بقیه مساحت باقی‌مانده به باغ‌ها وراه‌های داخلی قصر اختصاص یافته‌است، این قصر همان‌طور که در بالا اشاره شد یک بنای منحصر به فردی است که از معماری متنوع اسلامی مابین حکومت خلفای فاطمی و حکومت ممالیک و عثمانی و معماری اندلسی و ایرانی و شامی بهره برده‌است، این قصر شامل سه ساختمان است که عبارتند از: ساختمان محل اقامت شاهزاده و خانواده‌اش، ساختمان استقبال و ساختمان تاج و تخت حکومتی، به‌علاوه مسجد و موزه خاص و موزه شکار و صید و یک برج ساعت که تمام این قصر توسط یک دیوار که به‌سبک دیوارهای قرون وسطی ساخته شده‌است احاطه گردیده‌است.

### ساختمان استقبال
غرض از ساختن آن استقبال از میهمانان رسمی بوده‌است، این ساختمان شامل بعضی از هدایای کمیاب مانند فرش و میز و صندلی و اثاثیه تزیین شده عربی می‌باشد، این ساختمان دو طبقه است که طبقه اول شامل اتاق شرفیابی و تشریفات برای استقبال از شخصیت‌های رسمی و بزرگان دولت و سفرا بوده‌است، اتاق استقبال از بزرگان نمازگزار با شاهزاده در مسجد وی در قصر، طبقه دوم شامل دو سالن بزرگ می‌باشد، اولین سالن به سبک مغربی درست شده‌است و دیوار آن از آیینه پوشیده شده‌است، سالن دوم به سبک شامی درست شده‌است بطوریکه دیوار و سقف آن با تخته‌هایی که روی آن نقاشی‌های هندسی و گیاهی دقیق کشیده شده‌است که در کنار آن‌ها آیات قرآن و ابیاتی از اشعار نوشته شده‌است.

### ساختمان محل اقامت شاهزاده وخانواده‌اش
این ساختمان اصلی‌ترین ساختمان این قصر و اولین نقطه ای است که ساخت آن شروع گردید و بعد بقیه اماکن قصر درست شد، این محل، محل سکونت شاهزاده وخانواده‌اش بوده‌است، این ساختمان یک ساختمان دو طبقه است که بین دو طبقه یک پله چوبی که بسیار با دقت درست شده‌است قرار دارد. طبقه اول شامل حال نافوره، اتاق حرم و خانواده، الشکمه، اتاق آیینه‌ها، اتاق یا سالن آبی، اتاق یا سالن الصدف، اتاق غذاخوری، اتاق گرمایش و دفتر و کتابخانه شاهزاده می‌باشد، سالن‌ها و اتاق‌های این ساختمان با هم از بابت تزیینات و اسباب و اثاثیه و فرش و لوحه‌های نقاشی و عکس‌ها و جواهرات با هم اختلاف دارند، می‌توان گفت که خود این ساختمان یک موزه‌ای است که انواع وسایل درباری ترکی در آن بچشم می‌خورد، این ساختمان دارای یک برج است که بر مشهورترین آثار و نقاط دیدنی قاهره و جیزه مشرف می‌باشد.

### ساختمان تاج و تخت حکومتی
این ساختمان نیز دو طبقه است، در طبقه پایین که به آن سالن حکومت نیز گفته می‌شود و آن عبارت است از یک سالن بسیار بزرگ که در وسایل چوبی طلاکاری شده قرار دارد، در این سالن عکس بعضی از حکام مصر از خانواده محمدعلی نصب شده‌است، در کنار این عکس‌ها تصاویر و عکس‌هایی از مناظر طبیعی قاهره و جیزه قرار دارد، شاهزاده از میهمانان خودش در مناسبتها مانند اعیاد و… در این سالن استقبال و پذیرایی می‌کرده‌است، اما طبقه دوم شامل دو سالن است که برای جلسات زمستانی از آن‌ها استفاده می‌شد، در این طبقه یک اتاق خاص برای وسایل الهامی پاشا می‌باشد وی جد مادری شاهزاده محمدعلی بوده‌است، به‌این اتاق نام اتاق اوبیسون نیز داده شده‌است برای اینکه تمام دیواره این اتاق توسط نخ اوبیسون فرانسوی پوشیده شده‌است.

### سالن طلایی
به‌این سالن، سالن وصایه یا قیمومیت نیز گفته می‌شود، این سالن برای جشن‌های رسمی استفاده می‌شد، علی‌رغم این که از تحفه‌ها و سوقات‌ها خالی شده‌است ولی باید گفت که خود این سالن یک تحفه معماری می‌باشد، روی دیوارها و سقف این سالن نقش و نگارهای گیاهی و هندسی طلاکاری شده که در نهایت دقت روی آن‌ها کار شده‌است کشیده شده‌است، شاهزاده محمدعلی محمدعلی وسایل این سالن را از منزل جد خودش الهامی پاشا به اینجا منتقل کرده‌است و اساساً آن را برای استقبال از سلطان عبدالمجید اول که در اینجا برای تکریم و بزرگداشت الهامی پاشا بعد از پیروزی وی بر امپراتوری روس در حرم القرم حاضر شده بود بنا نمود. اسم سالن طلایی به این خاطر به این سالن داده شده‌است که تمام نقش و نگارها روی دیوار و سقف همه طلاکاری شده به سبک عثمانی می‌باشند و ستون‌های این سالن به شکل نخل مصری ساخته شده‌است.

### مسجد
این مسجد به سبک عثمانی ساخته شهد است، این مسجد از بابت معماری و هنری از دیگر اماکن متمایز می‌باشد، این مسجد دارای دو ایوان است، سقف ایوان شرقی به شکل گنبد کوچکی از شیشه زرد رنگ می‌باشد، ایوان غربی با شعاع شمس نقش و نگارهایش برنگ‌های مختلف در می‌آید، منبر و محراب این مسجد با طلا درست شد، دیواره مسجد توسط پارچه قیشانی ترکی پوشیده شده‌است که روی بعضی از آن‌ها نوشته وجود دارد.

### برج ساعت
این برج به سبک برج‌های اندلسی و مغربی درست شده‌است، از این برج‌ها برای مراقبت و ارسال پیام توسط آتش در شب و دود در روز استفاده می‌شد، این برج دارای یک ساعت بسیار بزرگ است، بر بالای برج نوشته‌ای به خط کوفی نوشته شده‌است. این ساعت با اینکه مشابه یک ساعت دیگر در ایستگاه مصر است اما فرق آنه در این است که این ساعت دارای دو عقربه گرد است که به شکل افعی درست شده‌اند.

### موزه خاص
این موزه در قسمت جنوبی قصر قرار دارد و متشکل از ۱۵ اتاق می‌باشد در وسط این موزه یک حیاط که دارای یک باغ کوچک است قرار دارد، این موزه مجموعه کمیابی از سجاده و نوشته‌های عربی کمیاب و نقاشی‌های رنگی بعضی از افراد خانواده محمدعلی را در بر می‌گیرد در کنار این تصاویر بعضی از نقاشی‌های منظره‌های طبیعی و هدایای معدنی (سنگهای گرانبها)، و هدایای شیشه‌ای از کریستال و مجموعه ای از وسایل نگارش و لباس‌ها و فرش و اثاثیه‌ها و شمعدانی‌ها را در بر می‌گیرد بعضی از وسایلی که در اتاق‌های این موزه به نمایش درآمده است در زیر آمده‌است:
سالن اول: نمایشگاه نوشته‌های کمیاب و تفسیرهای قرآن و نوشته‌های دست‌نویس که در حاشیه آن‌ها نقش و نگارهای گیاهی و پرندگان کشیده شده‌است.
سالن دوم : در این سالن وسایل نگارش که از بوص و عاج و سنگهای معدنی و جوهرها نمایش داده می‌شود.

### موزه شکار و صید
این محل در سال ۱۹۶۳ به قصر اضافه گردید، این محل در حقیقت یک کریدور طولانی بوده‌است که به سمت دیوار شمالی کشیده و ساخته شده بوده‌است و بعد از سال‌ها این کریدور تغییر داده شد و تبدیل یه موزه شکار یا صید گردید، در این موزه ۱۱۸۰ قسمت‌های مختلف از حیوانات و پرندگان و پروانه‌ها خشک شده و مومیایی شده که حاصل شکارهای خاص شاهزاده با ملک فاروق و شاهزاده یوسف کمال بوده‌است وجود دارد، علاوه براین، این موزه هیکل‌های بزرگ شتر و اسب قرار دارد که همان اسب و شتری بوده‌است که برای رفتن به مکه با آن‌ها طی طریق کرده‌است و همین‌طور جمجمه و شاخ و پوست بعضی از حیوانات و وسایل صید و تحفه‌های اهدا شده به این مکان و لوحه‌های نقاشی مختلف قرار دارد.

### باغ
مساحت این باغ‌ها بالغ بر ۳۴ هزار مترمربع است که شامل مجموعه کمیابی از درختان و گیاهان می‌باشد این درختان و گیاهان را شاهزاده محمدعلی از نقاط مختلف دنیا جمع‌آوری کرده‌است و در این‌جا کاشته‌است منجمله زیتون هندی، انواع نخل‌ها، درخت بامبو و…

### بازسازی
در سال ۲۰۰۵ قصر به مدت ده سال برای بازسازی و ترمیم بسته شد تا اینکه در سال ۲۰۱۵ مجدداً گشایش یافت و افتتاح شد، بازسازی قصر شامل اعمال ترمیم و رسیدگی کامل به تمامی ساختمان‌های قصر و هر چه که از نقش و نگار در این قصر بکار رفته، می‌شد، در این بازسازی لوحه‌های نقاشی و نوشتاری تنظیف و رسیدگی شد و سقف ساختمان عرش نیز باز سازی گردید، در این بازسازی از وسایل بسیار دقیق استفاده شد که بتوان به بهترین صورت به این اماکن رسیدگی کرد.

### وضعیت قصر درحال حاضر
این قصر الان یک موزه باز است برای دیدن ساختمان‌ها و هنرهای اسلامی جدید در انواع و اشکال مختلف و انواع نقش و نگارها. در این موزه وسایل مختلف و کمیابی از شاهزاده محمدعلی به نمایش درآمده است از باغ‌های این قصر و همین‌طور از سالن طلایی این قصر برای برگزاری جشن‌ها در مقابل یک مبلغ پول استفاده می‌گردد، از کل قصر نیز برای آموزش فرهنگی و تعلیمی برای دانش آموزان مدارس به صورت مجانی می‌توان استفاده نمود.

## موقعیت
این موزه در قلب قاهره و به‌طور مشخص در جزیره منیل الروضه در نزدیکی قصر العینی قرار دارد، می‌توان برای رسیدن به این قصر از وسایل نقلیه عمومی استفاده نمود یا با ماشین‌های خاص این منطقه به آن وارد شد، یا به‌واسطه مترو و قطار زیرزمینی به این محل رسید، بایستی وقتی با مترو می‌خواهید به این محل بروید در ایستگاه بانو زینب پیاده شد و بعد از چند دقیقه پیاده‌روی به قصر وارد شد.

## مدیریت
این قصر توسط شورای عالی آثار تاریخی که تابع وزارت آثار تاریخی مصر است اداره می‌شود، این قصر کارهایش توسط یک مدیر موزه اداره می‌شود.

## نگارخانه

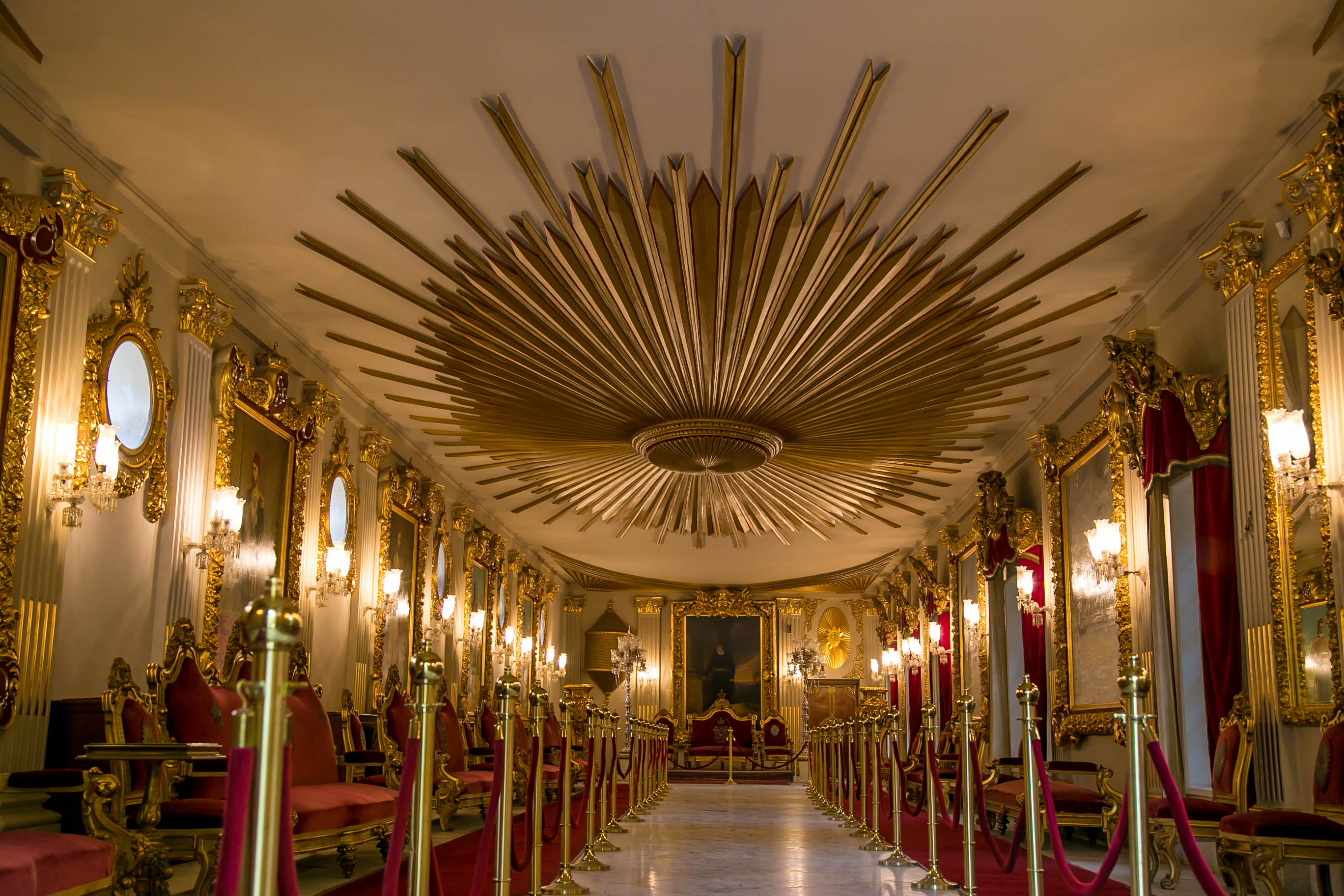
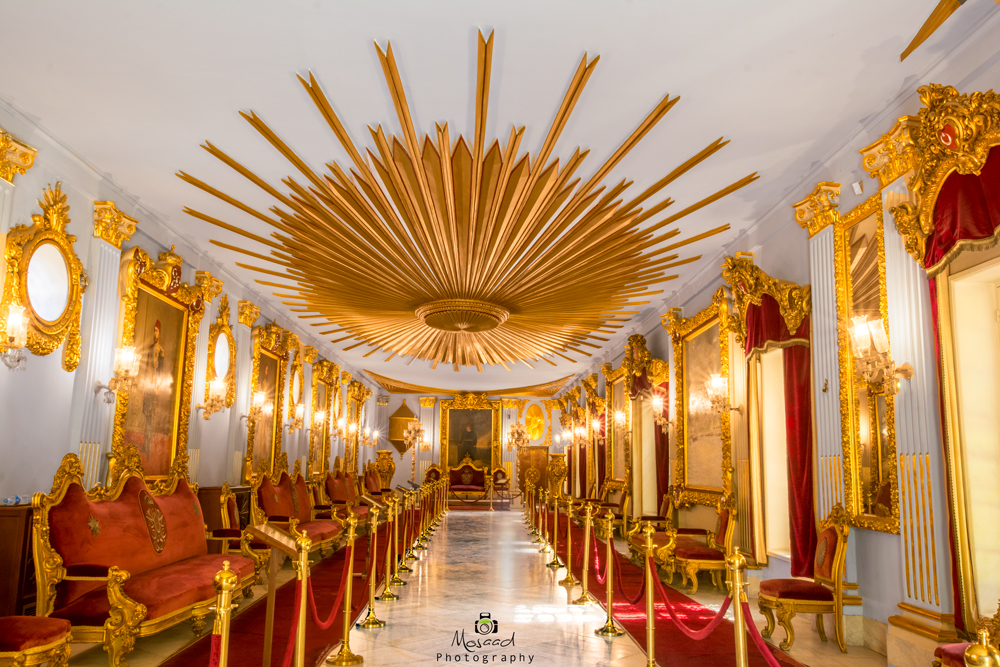
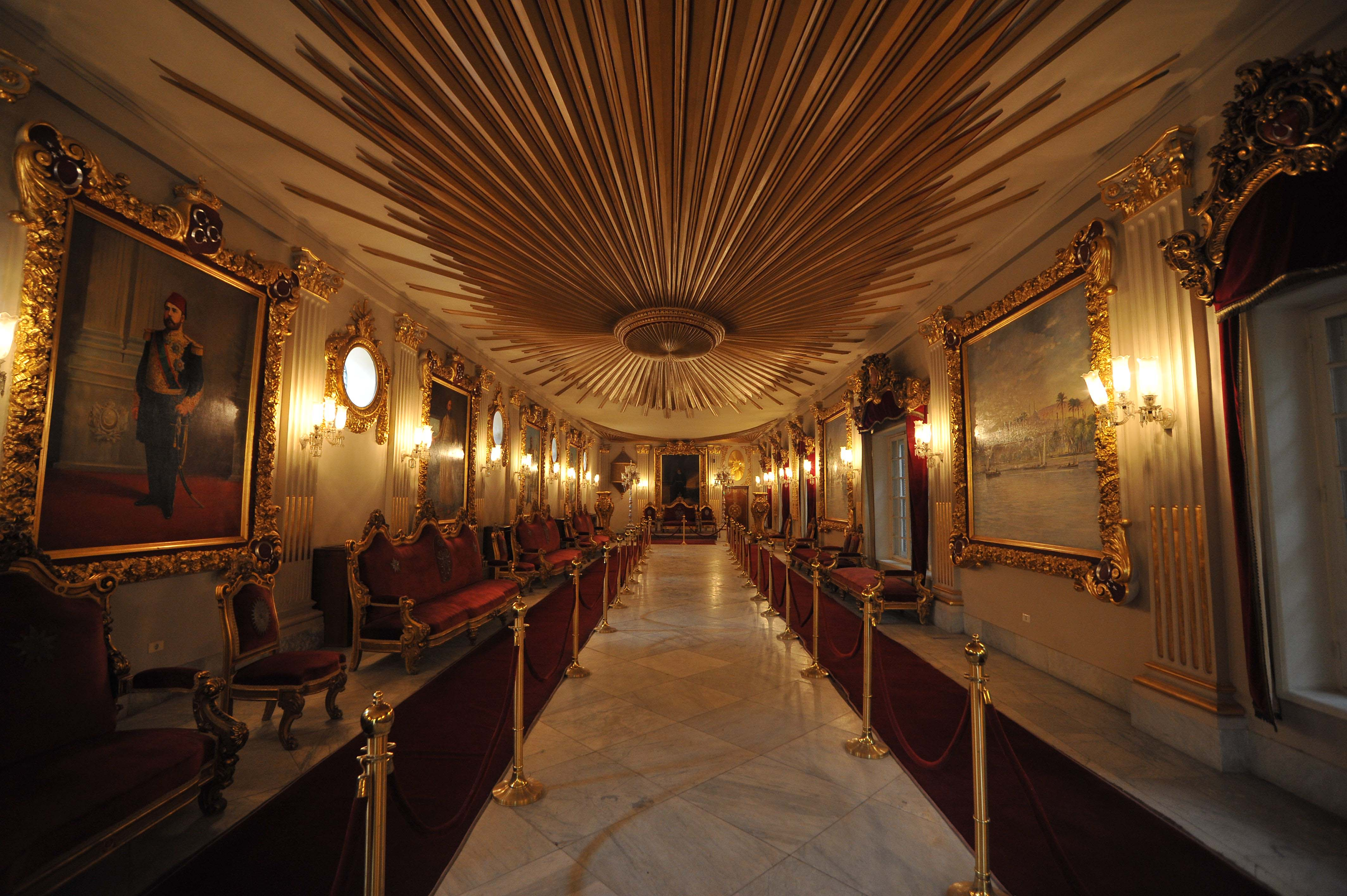
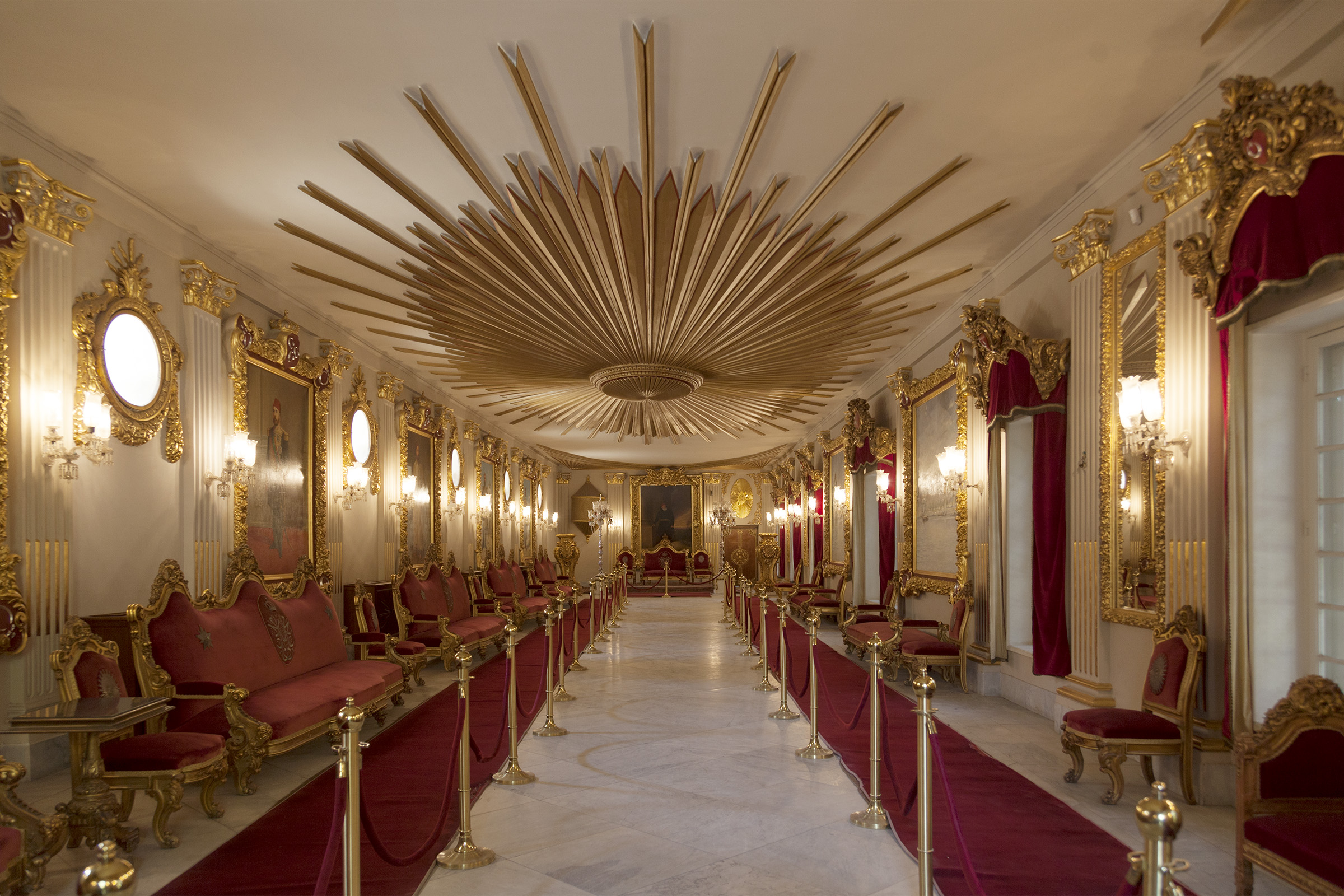
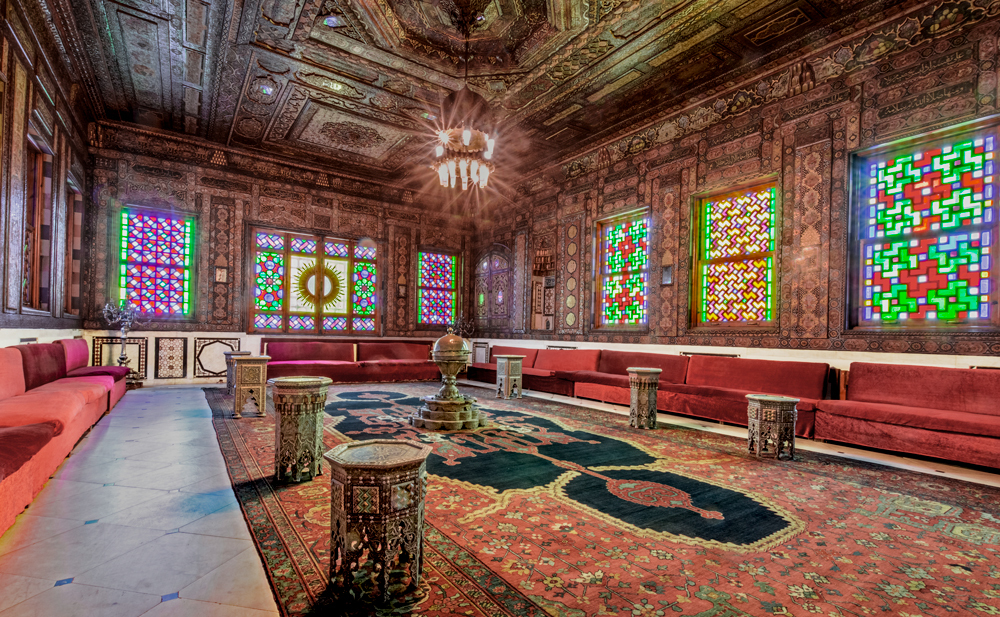
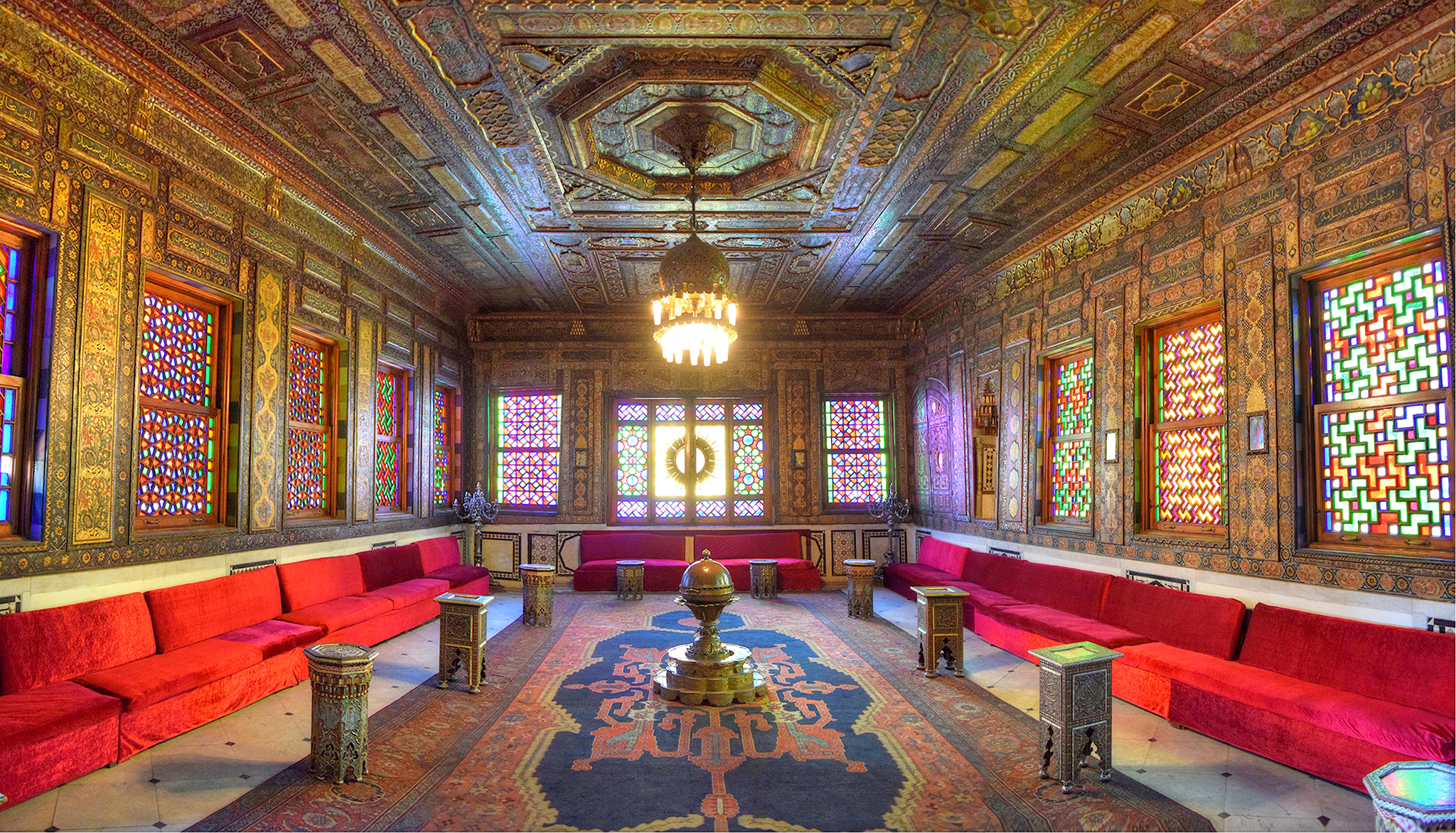
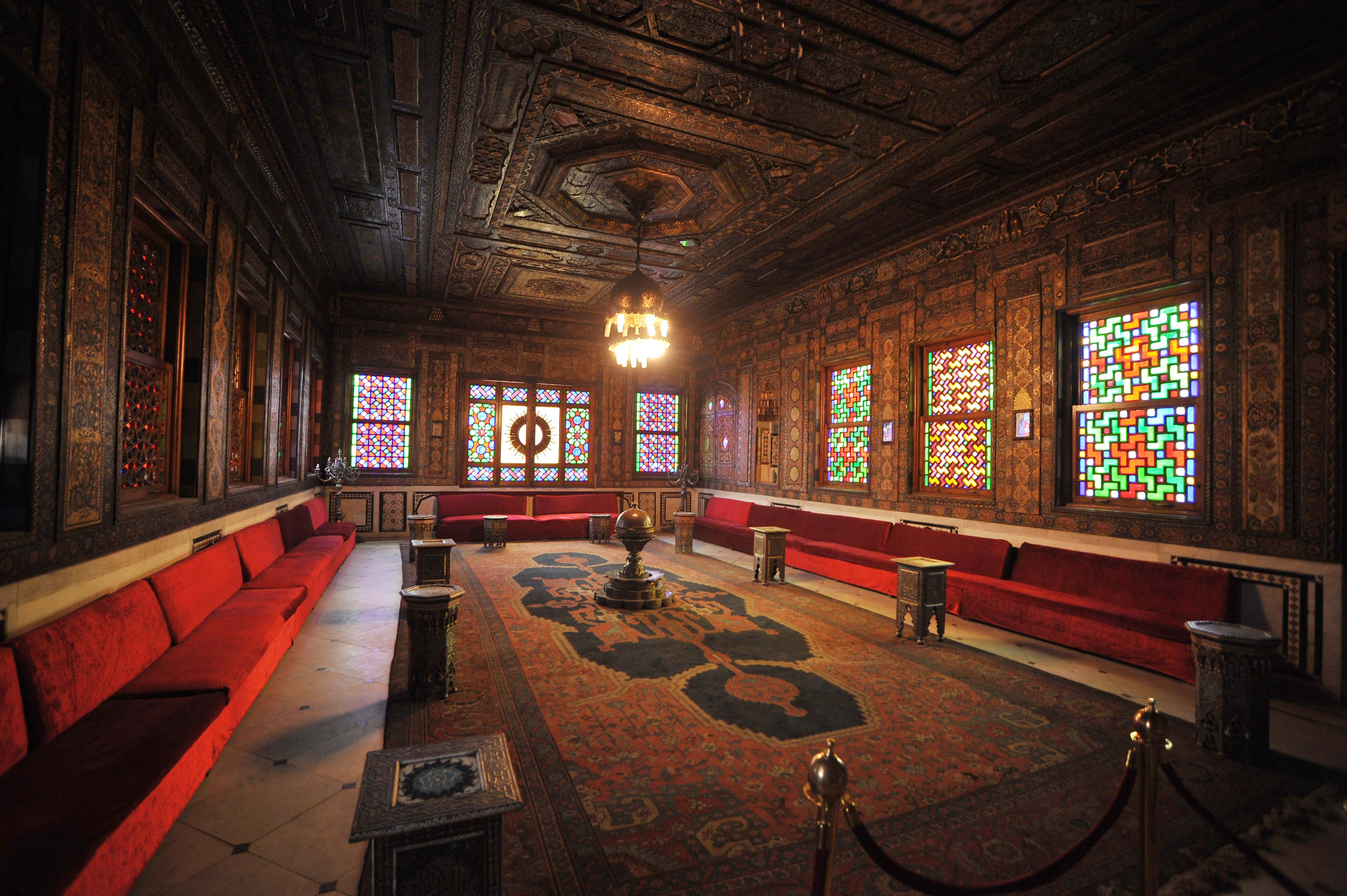
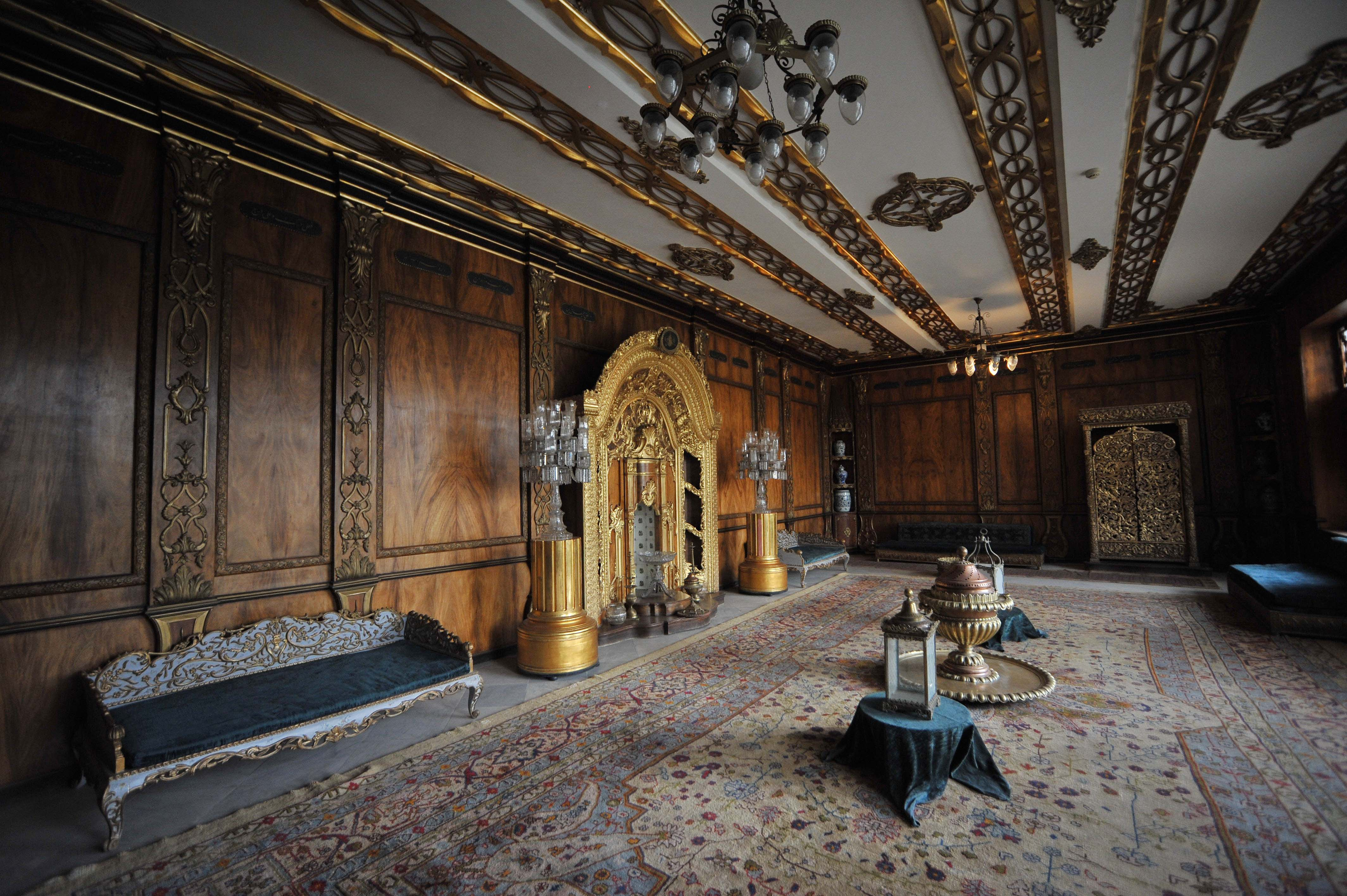
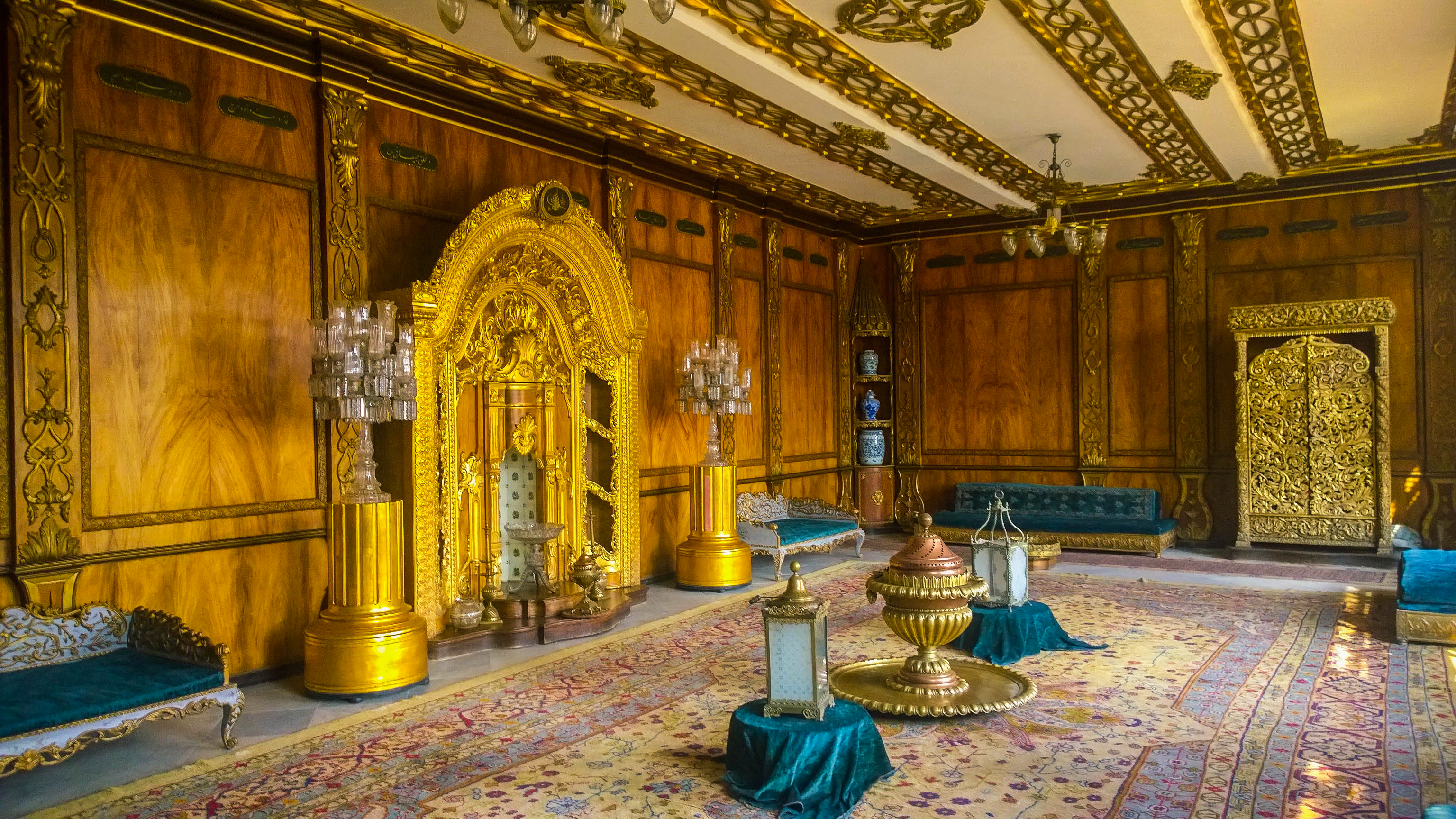
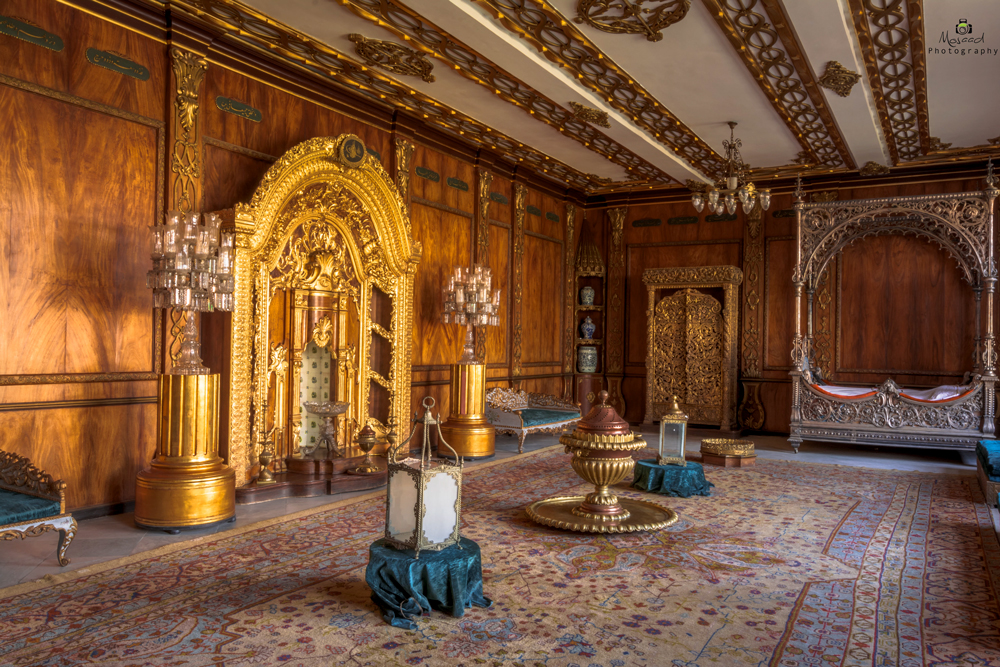
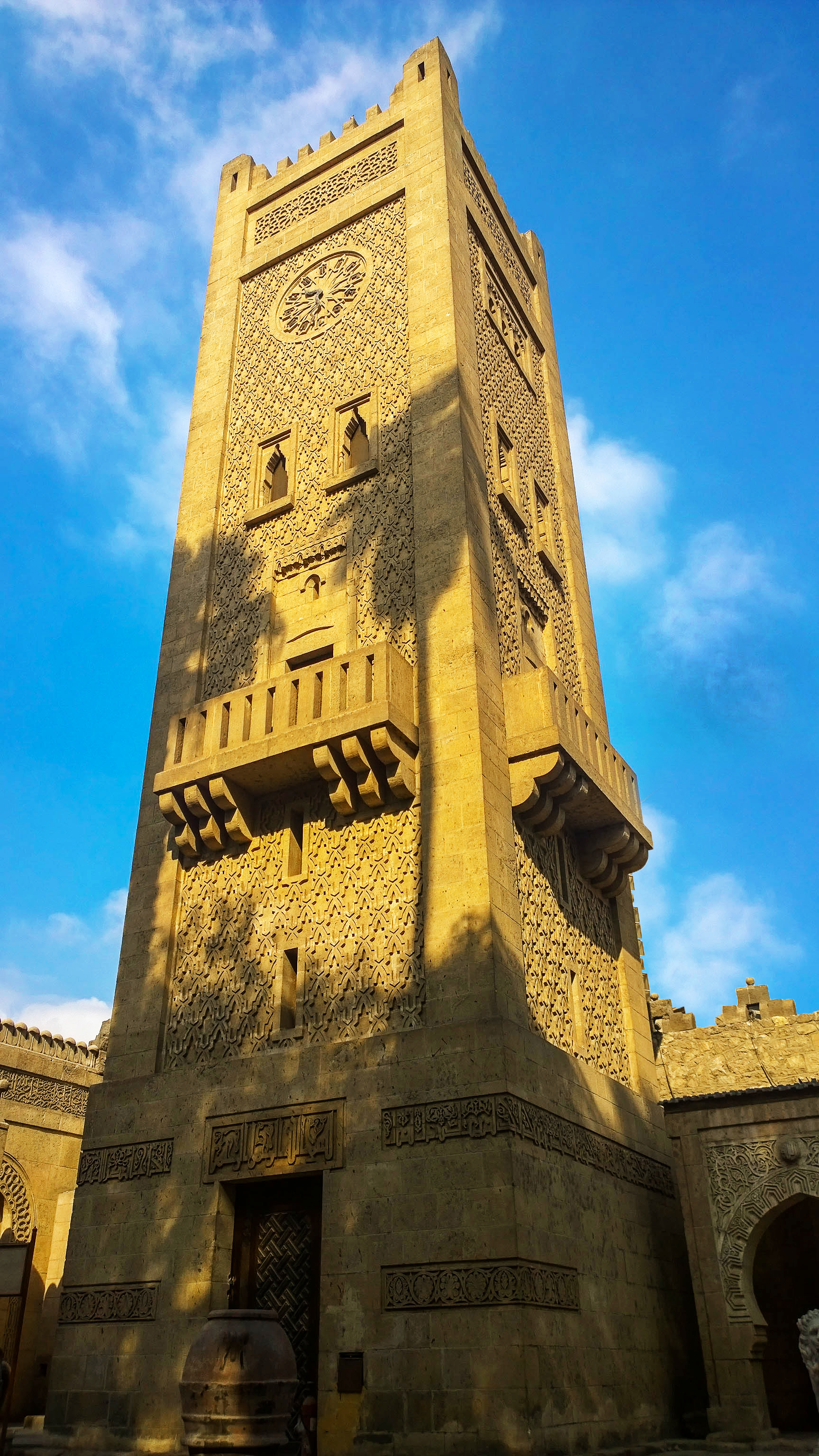
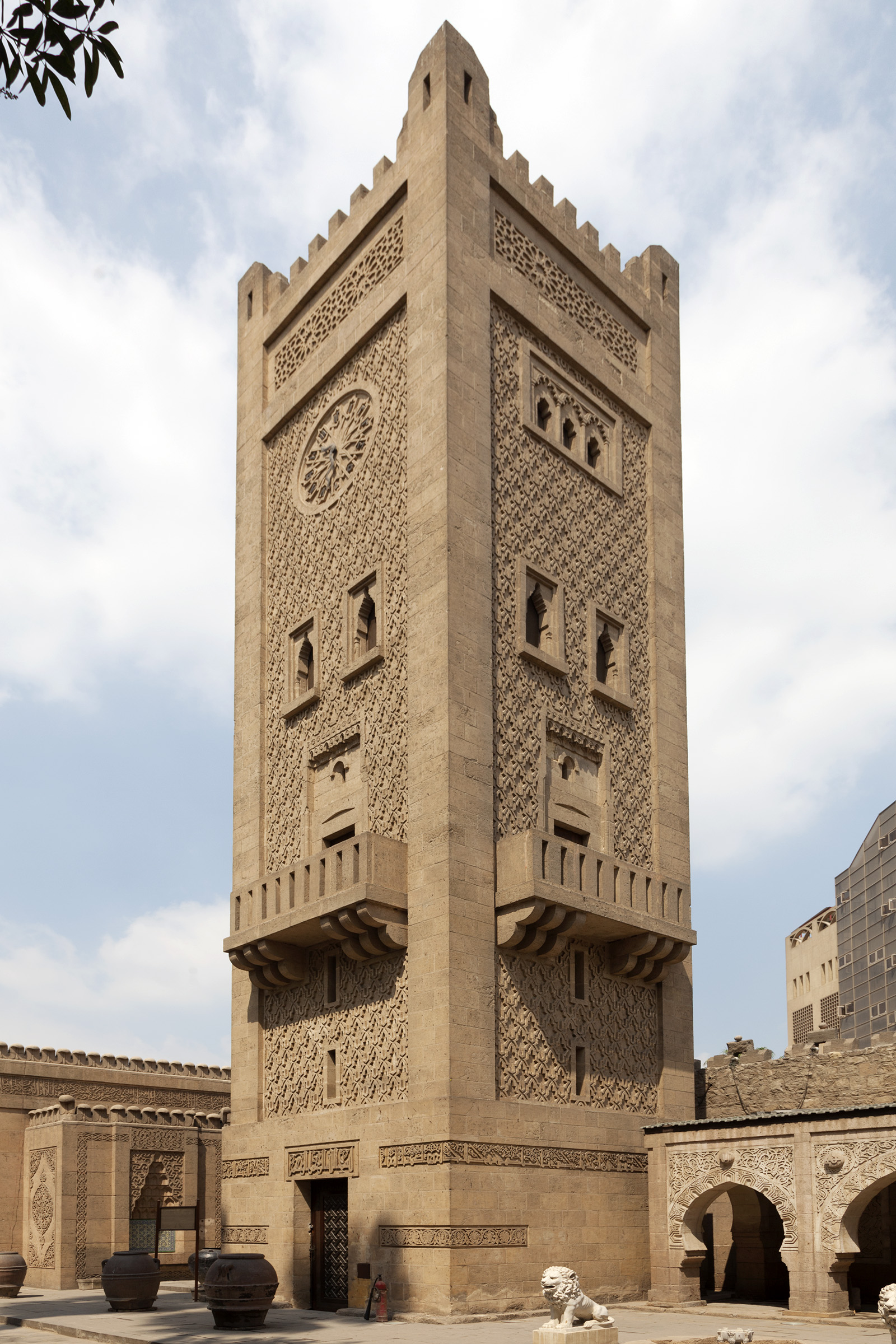
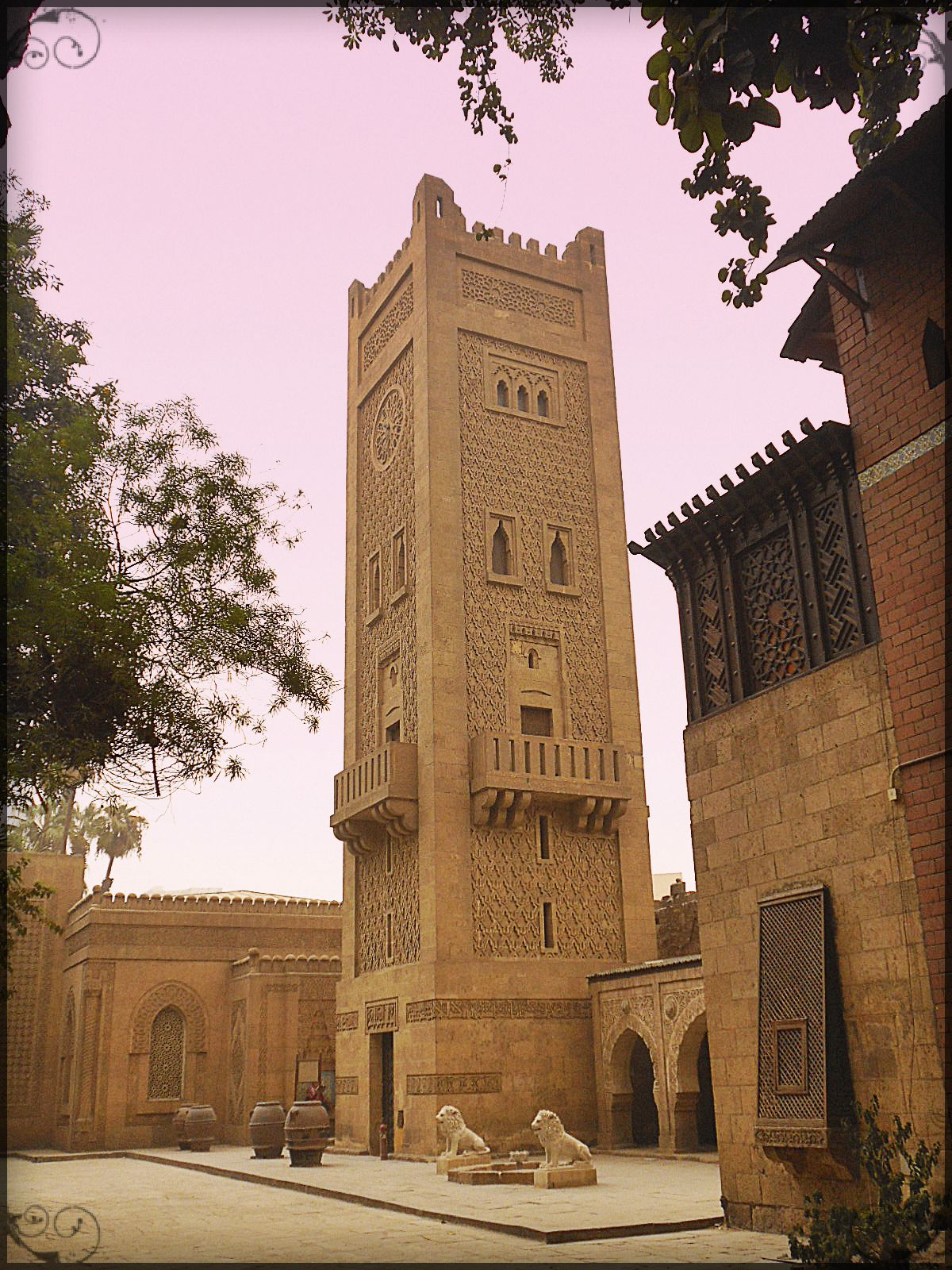
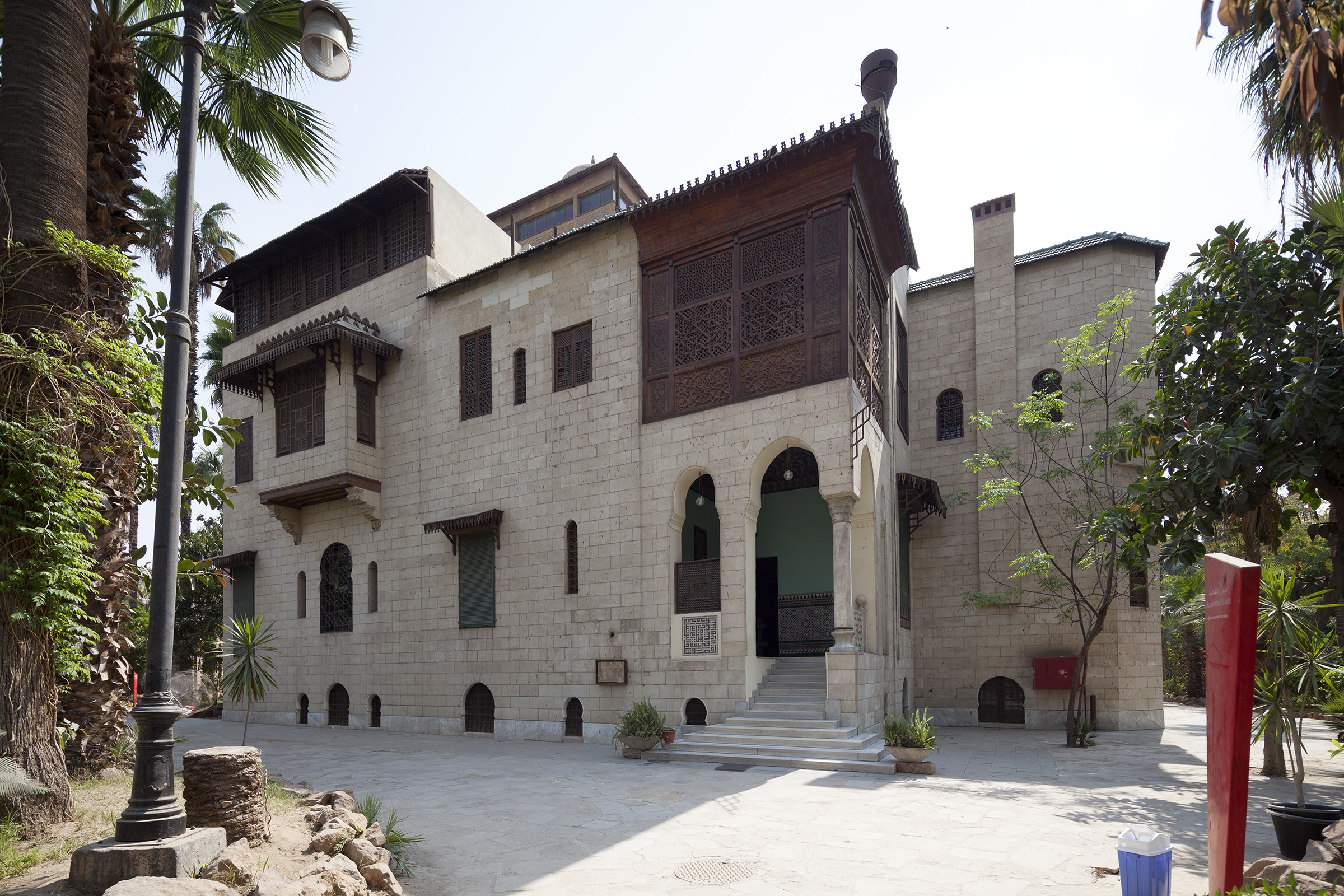
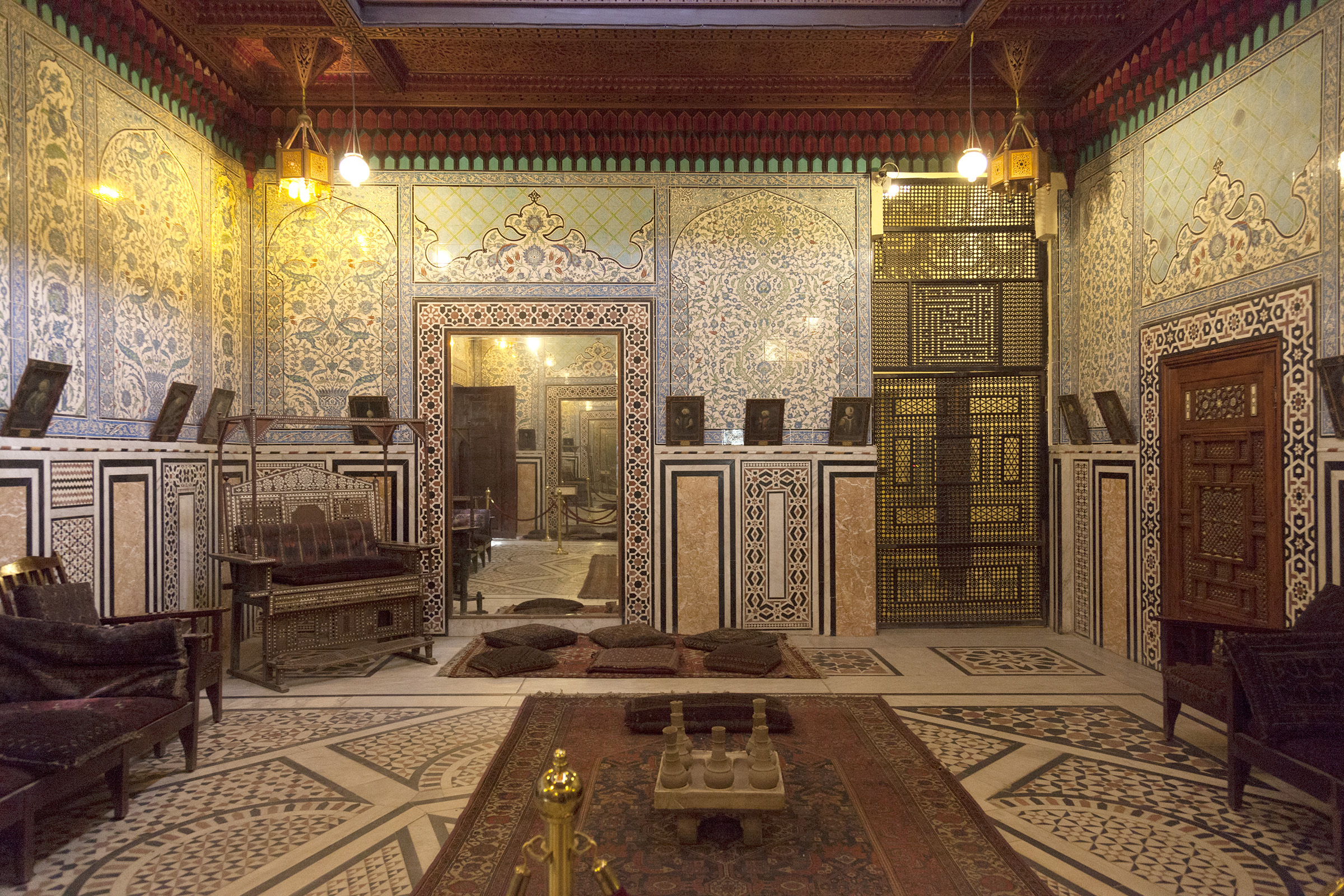
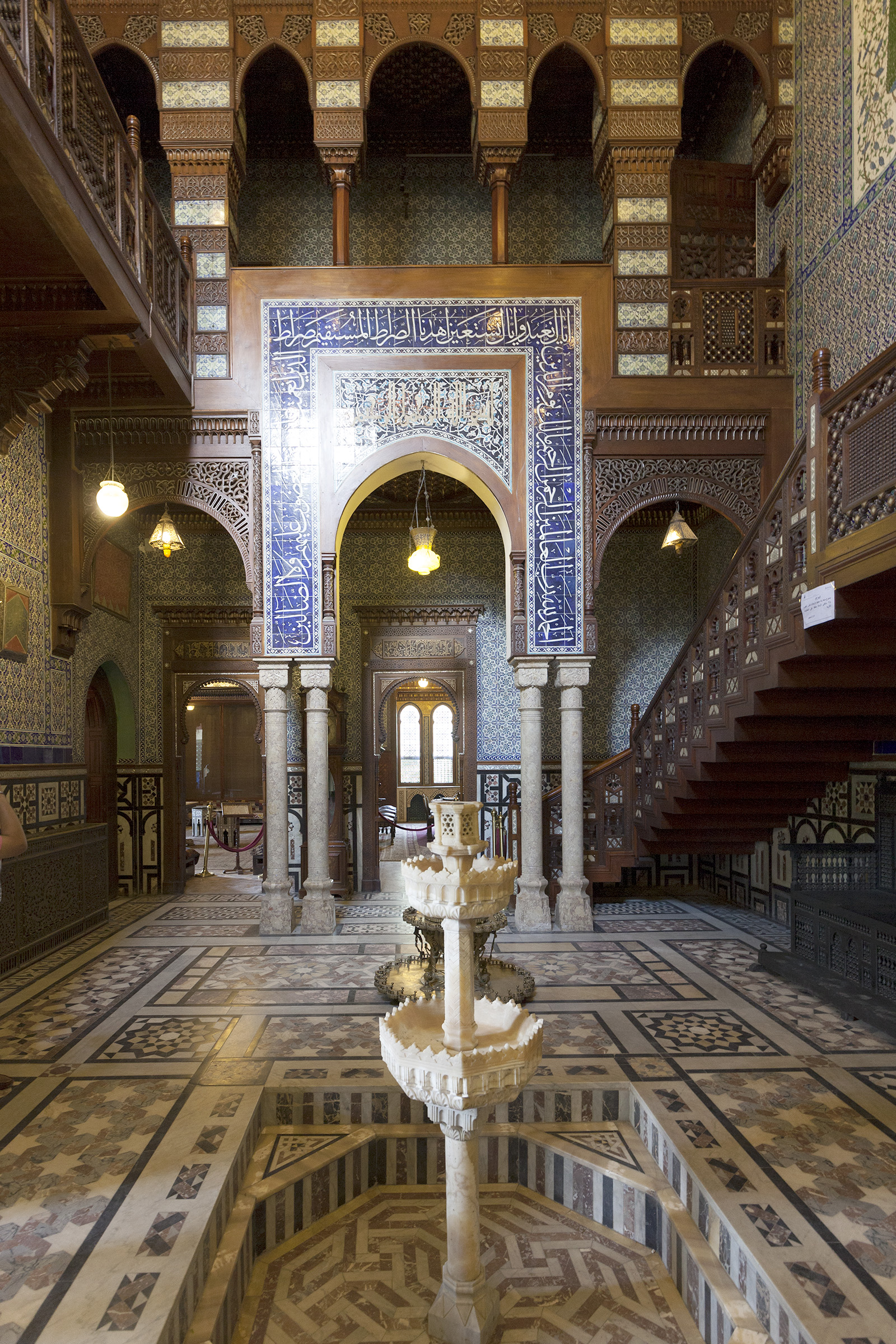
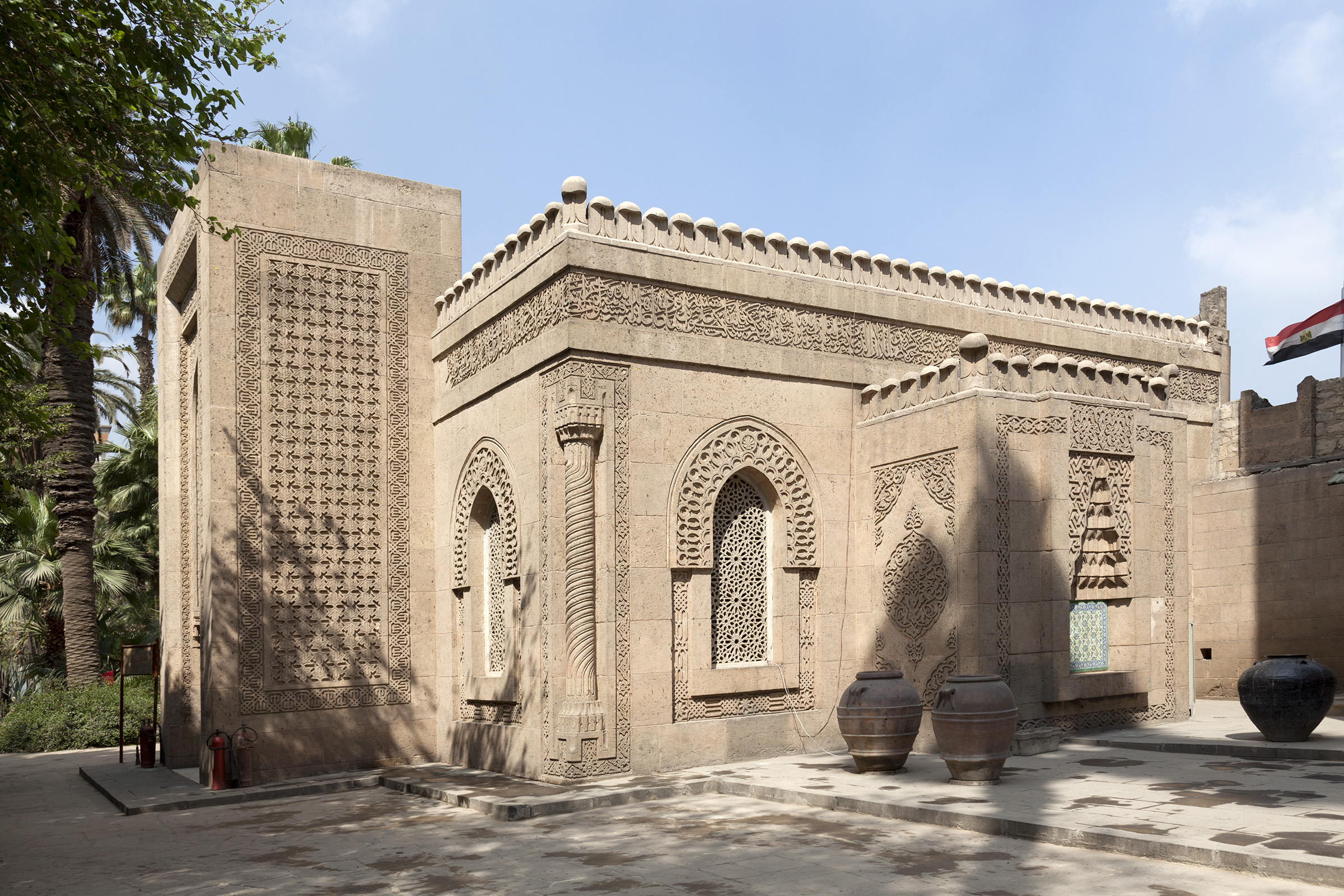
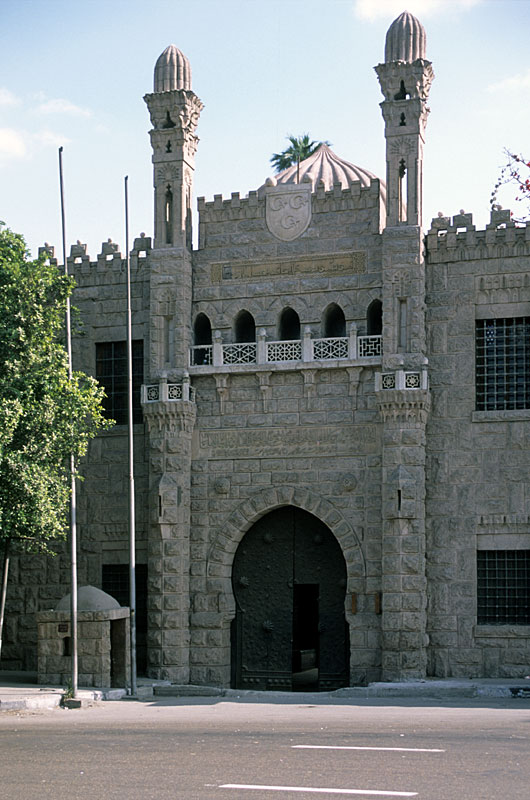
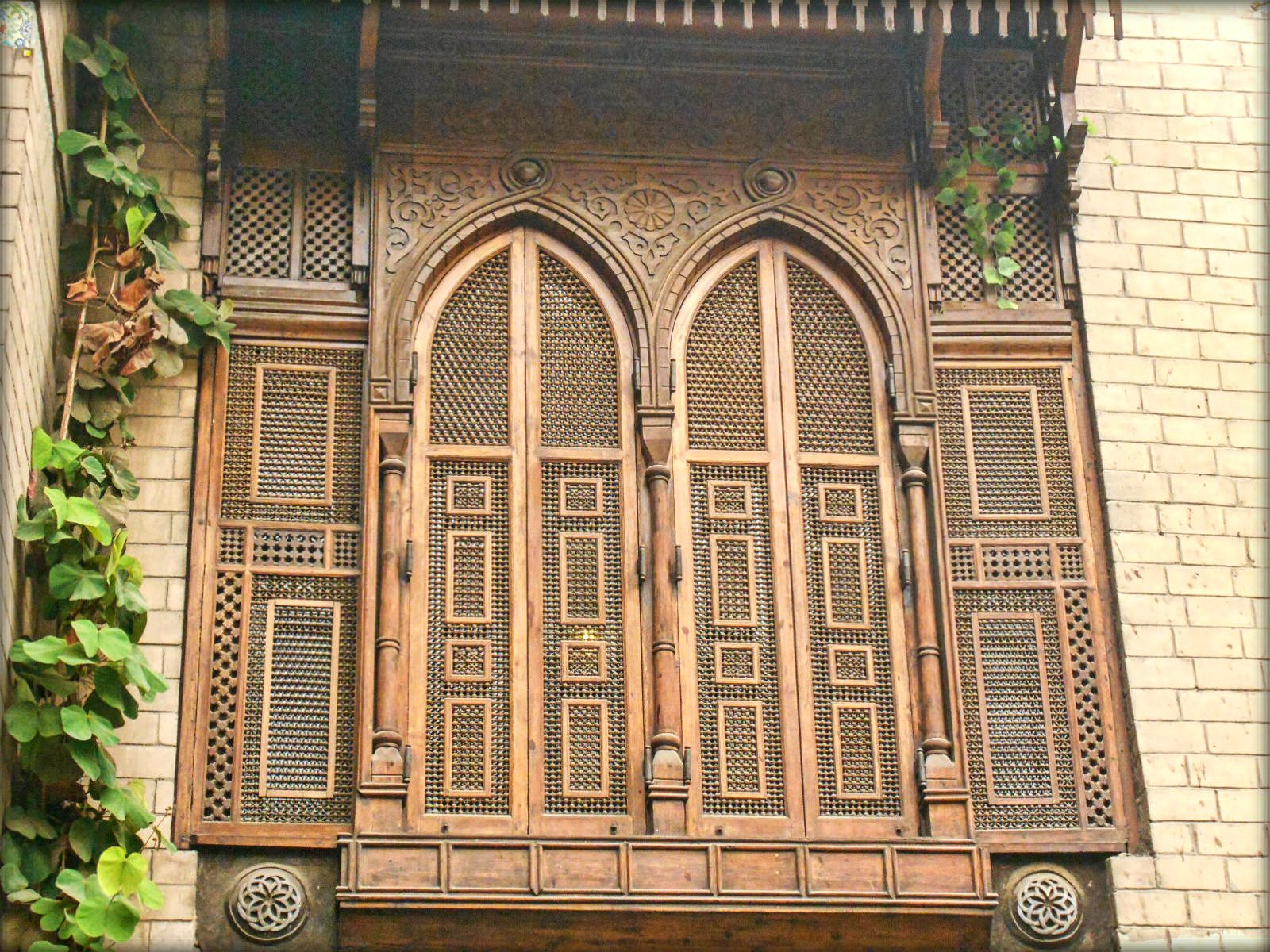
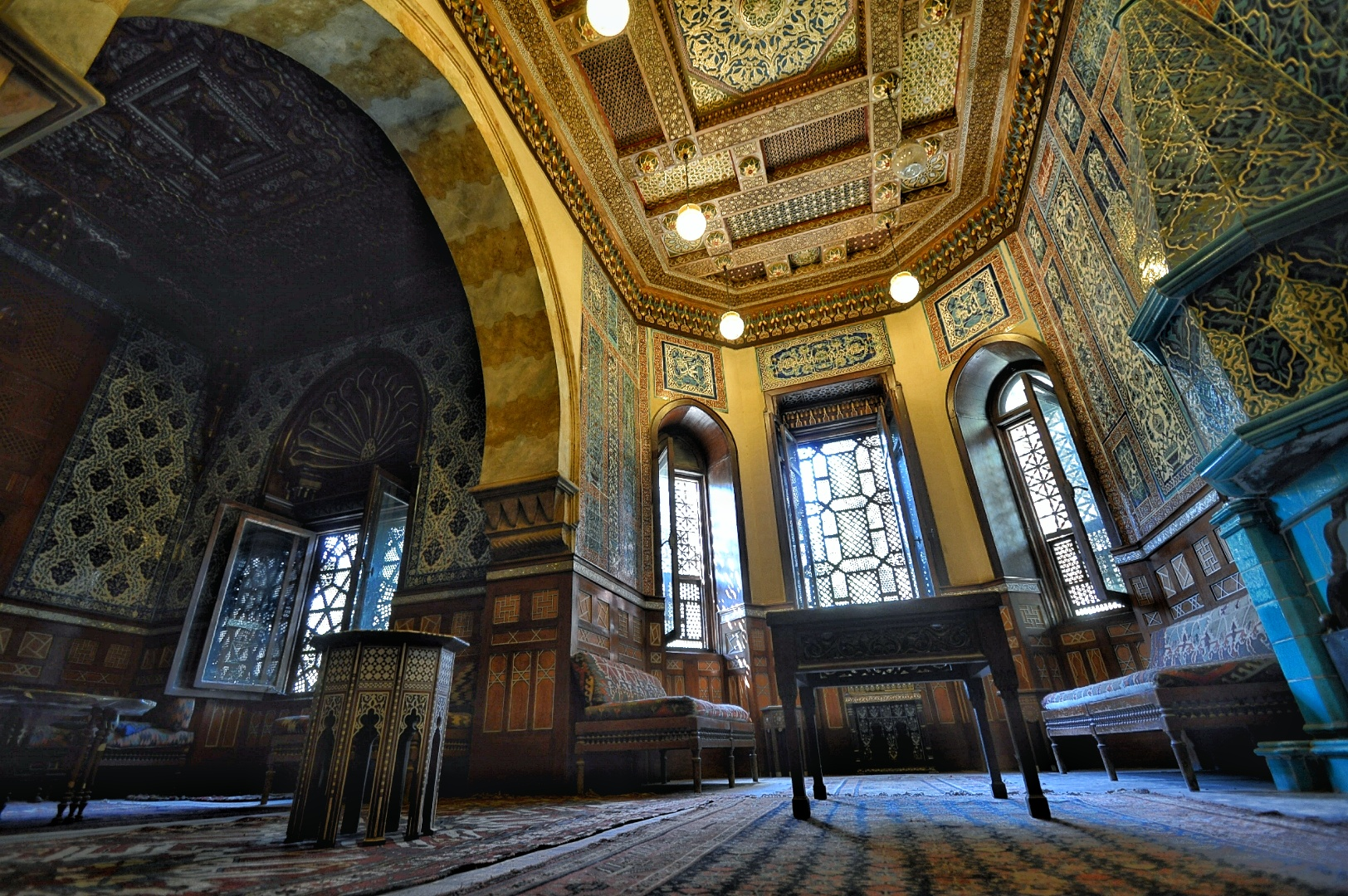
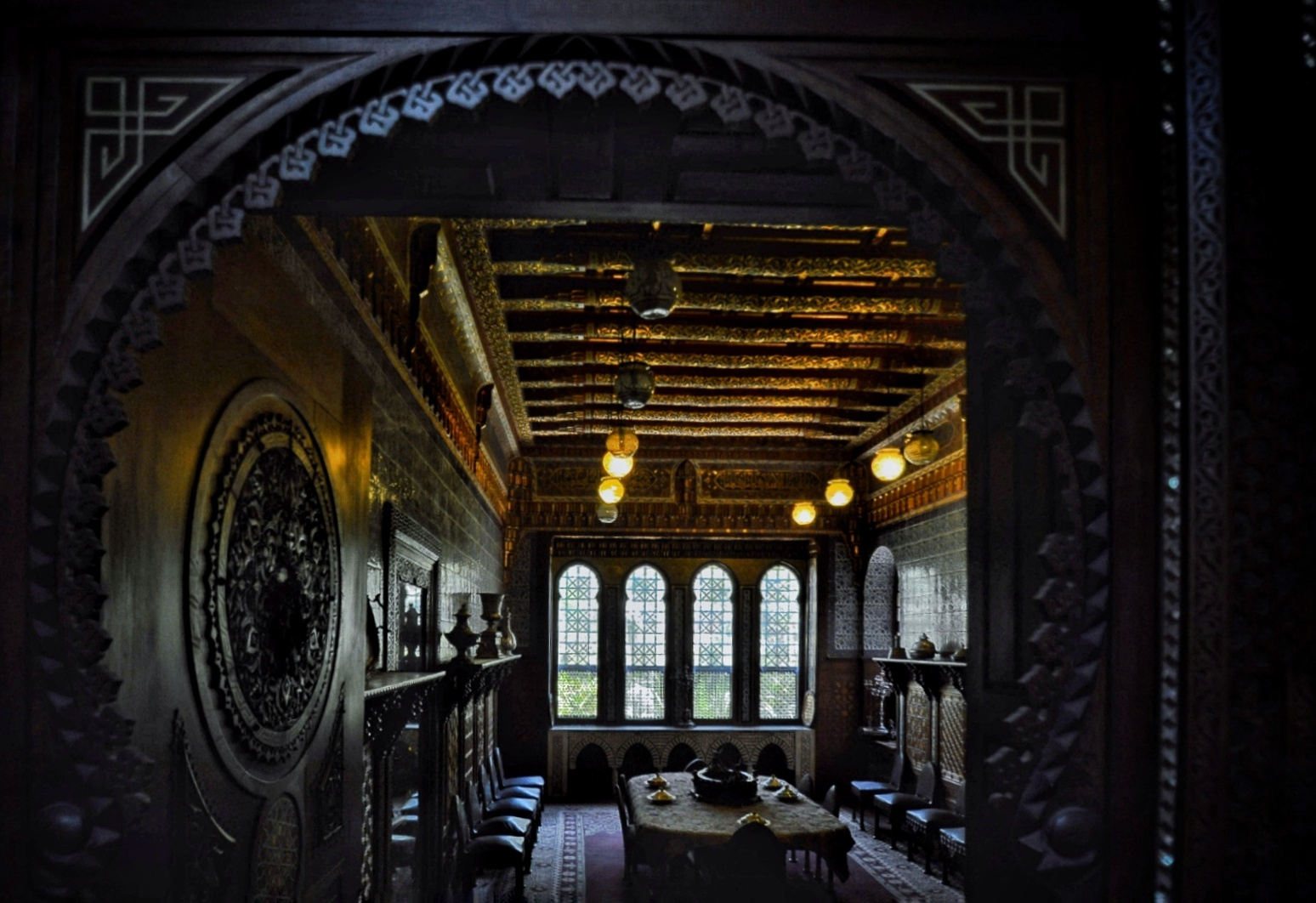
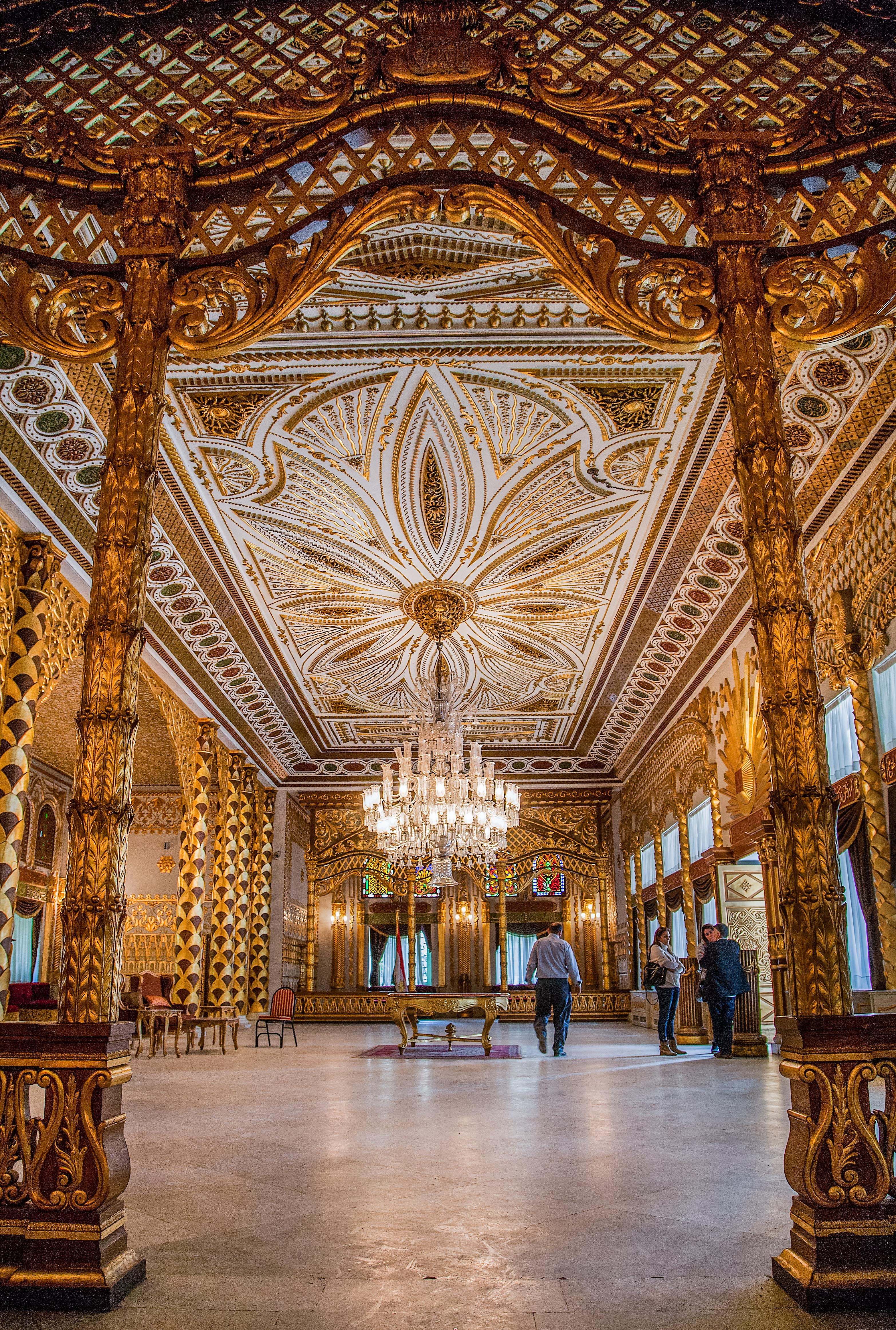
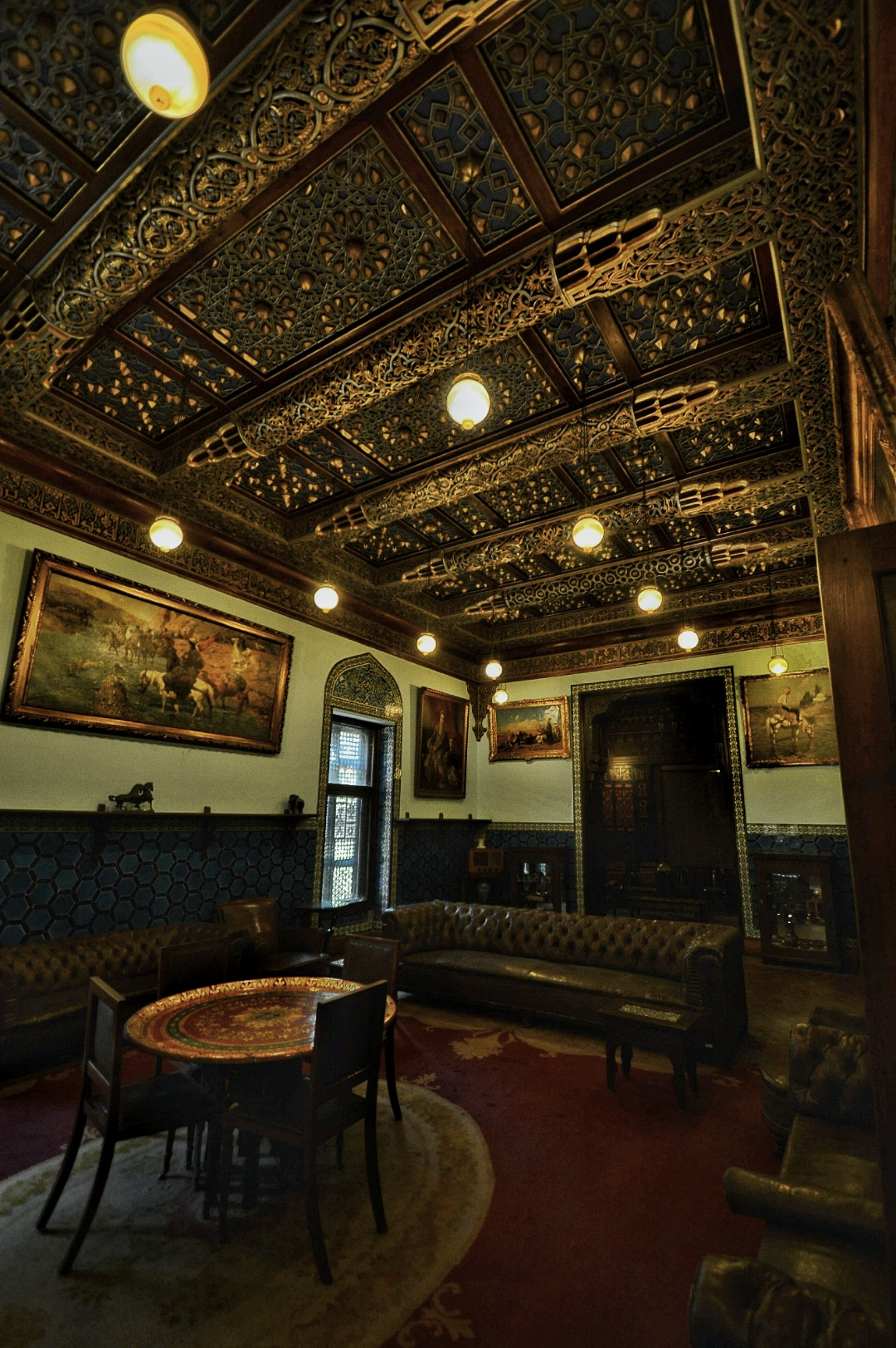
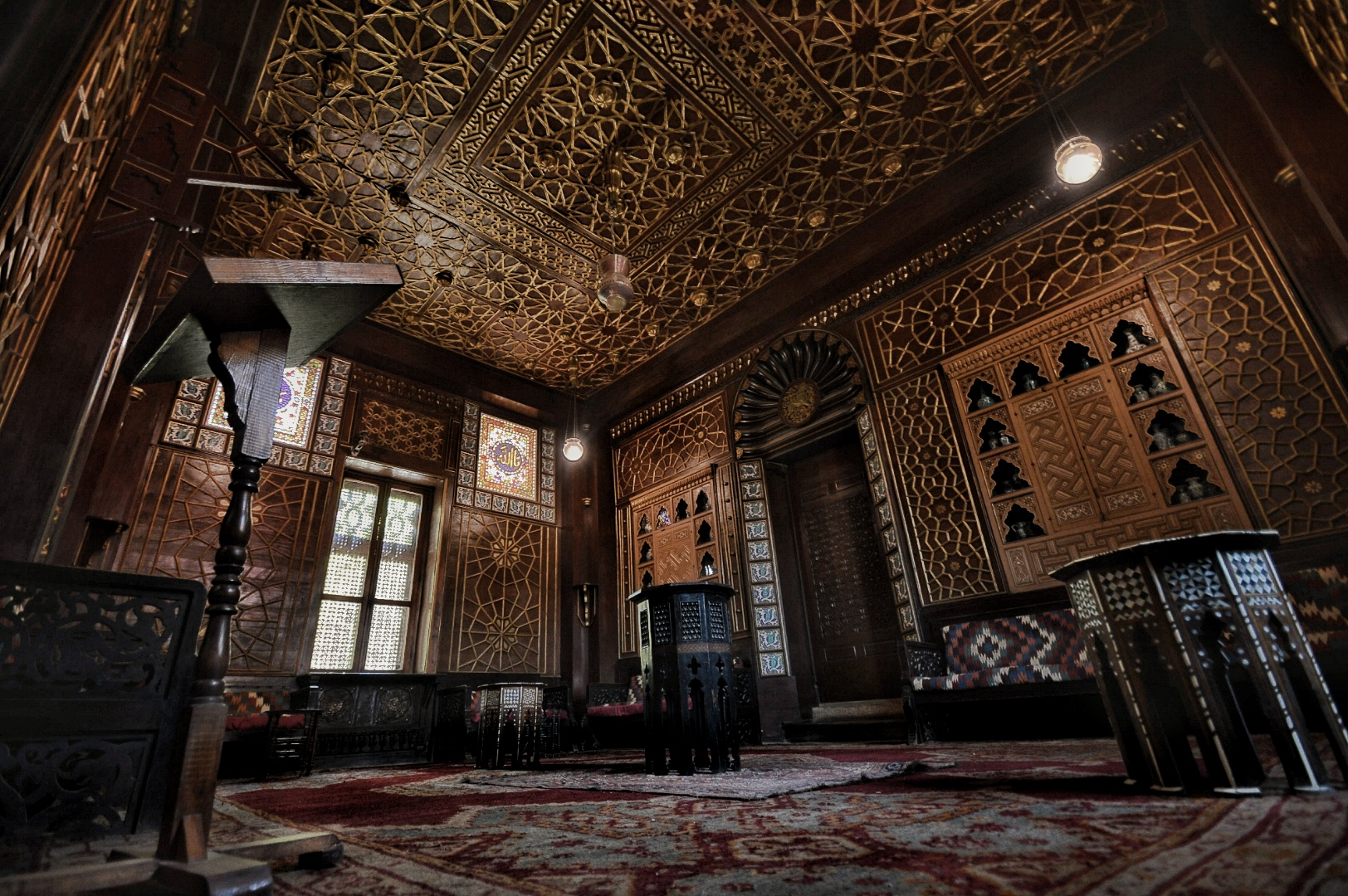
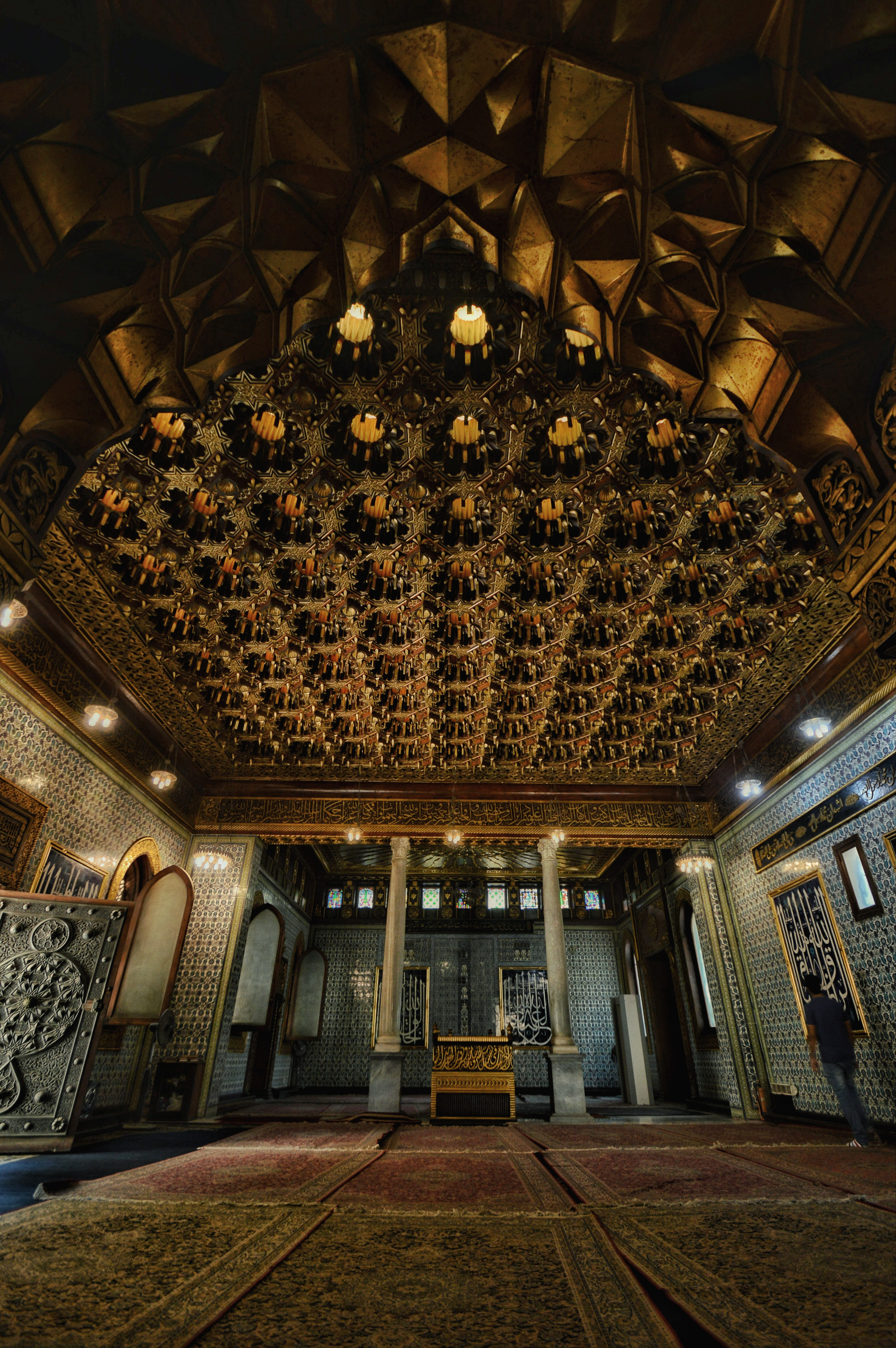
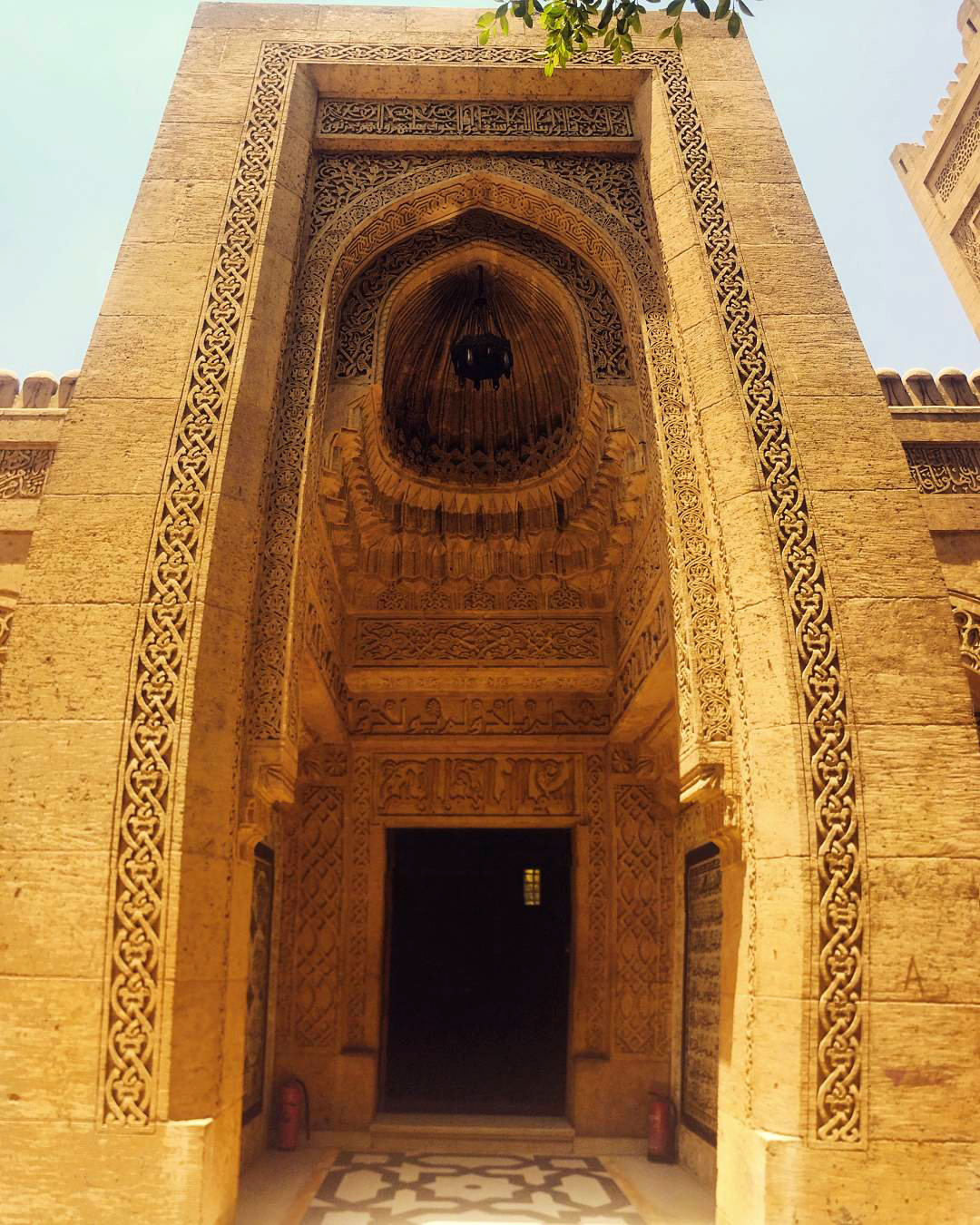
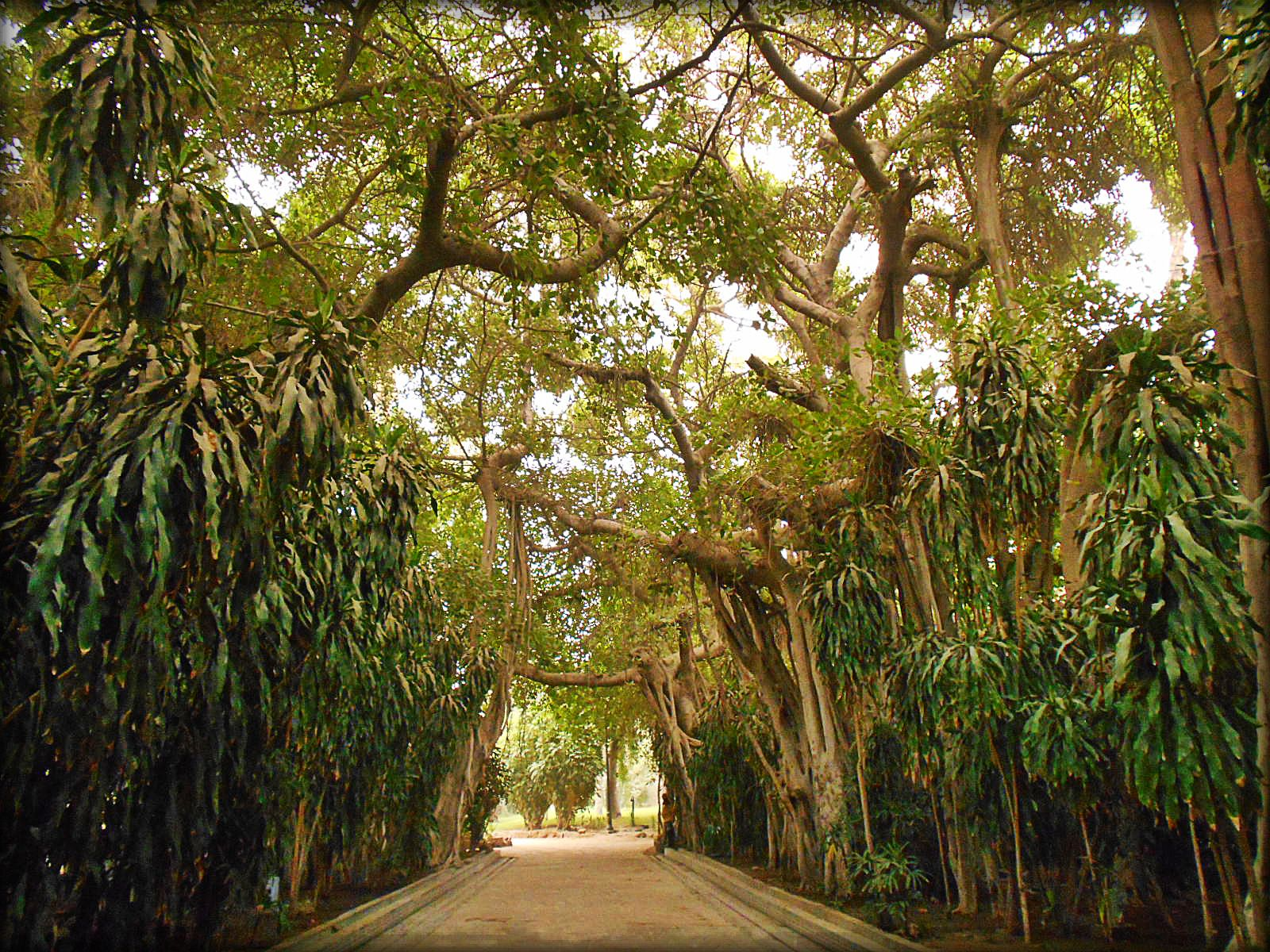
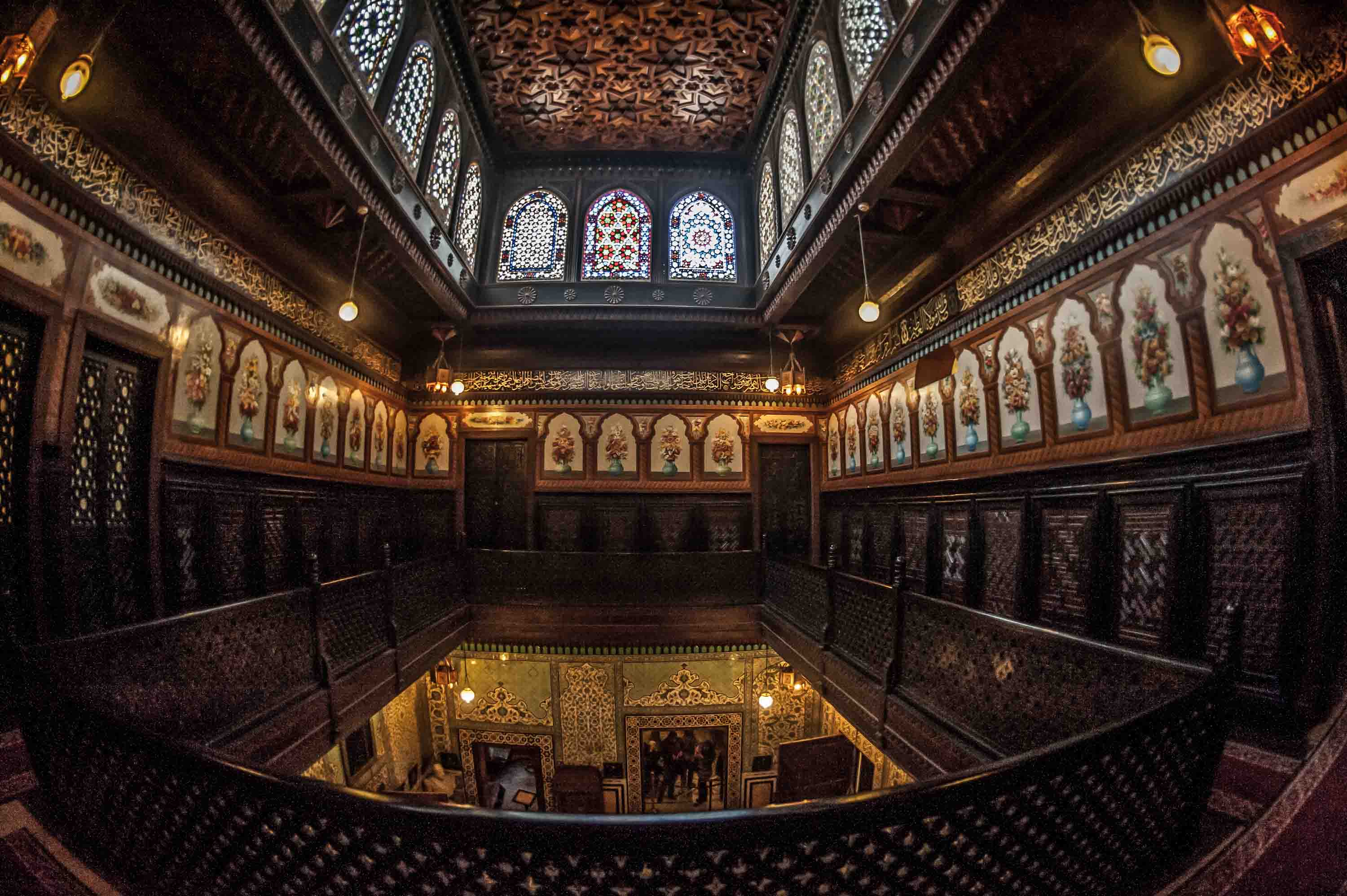
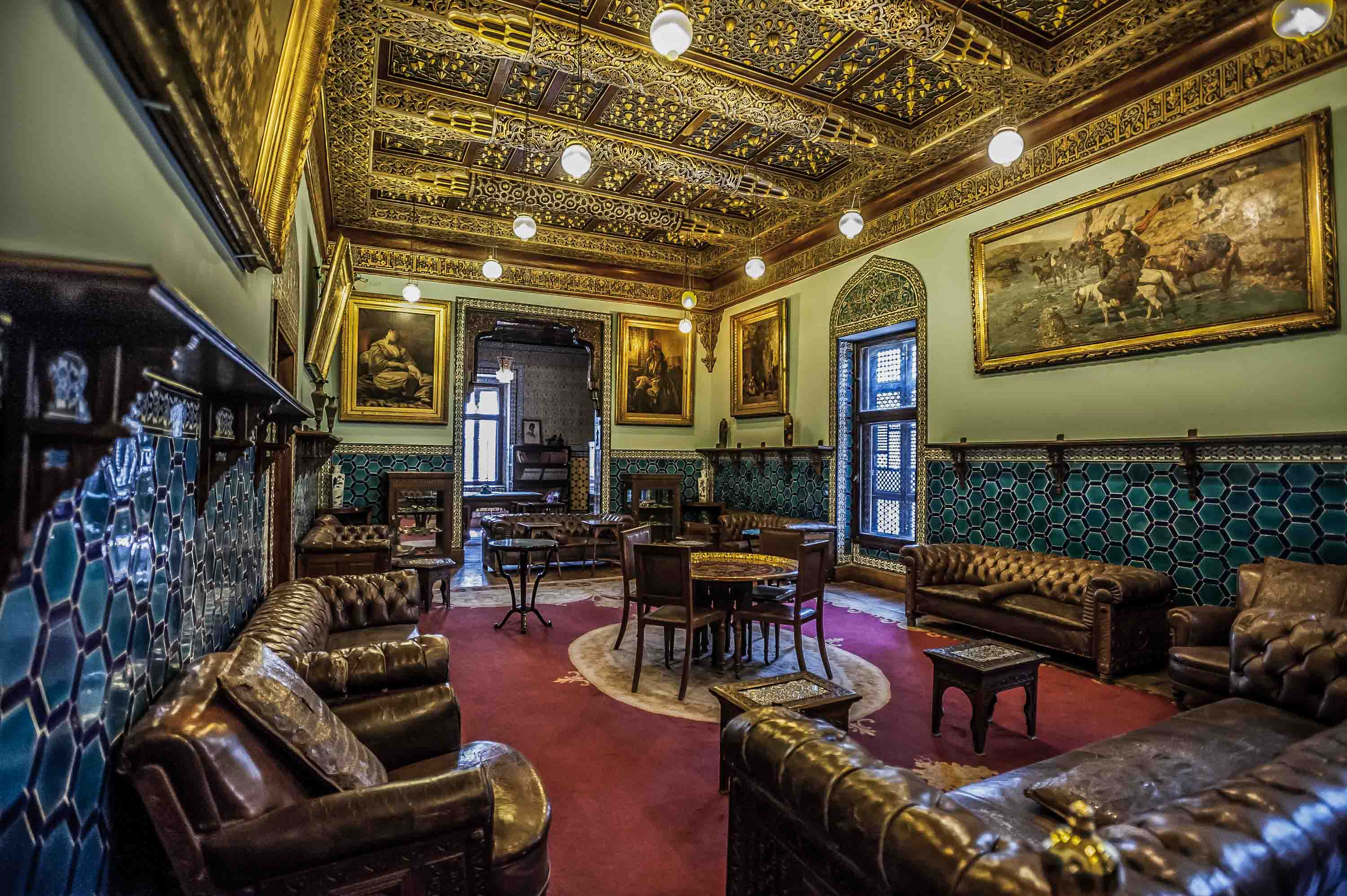
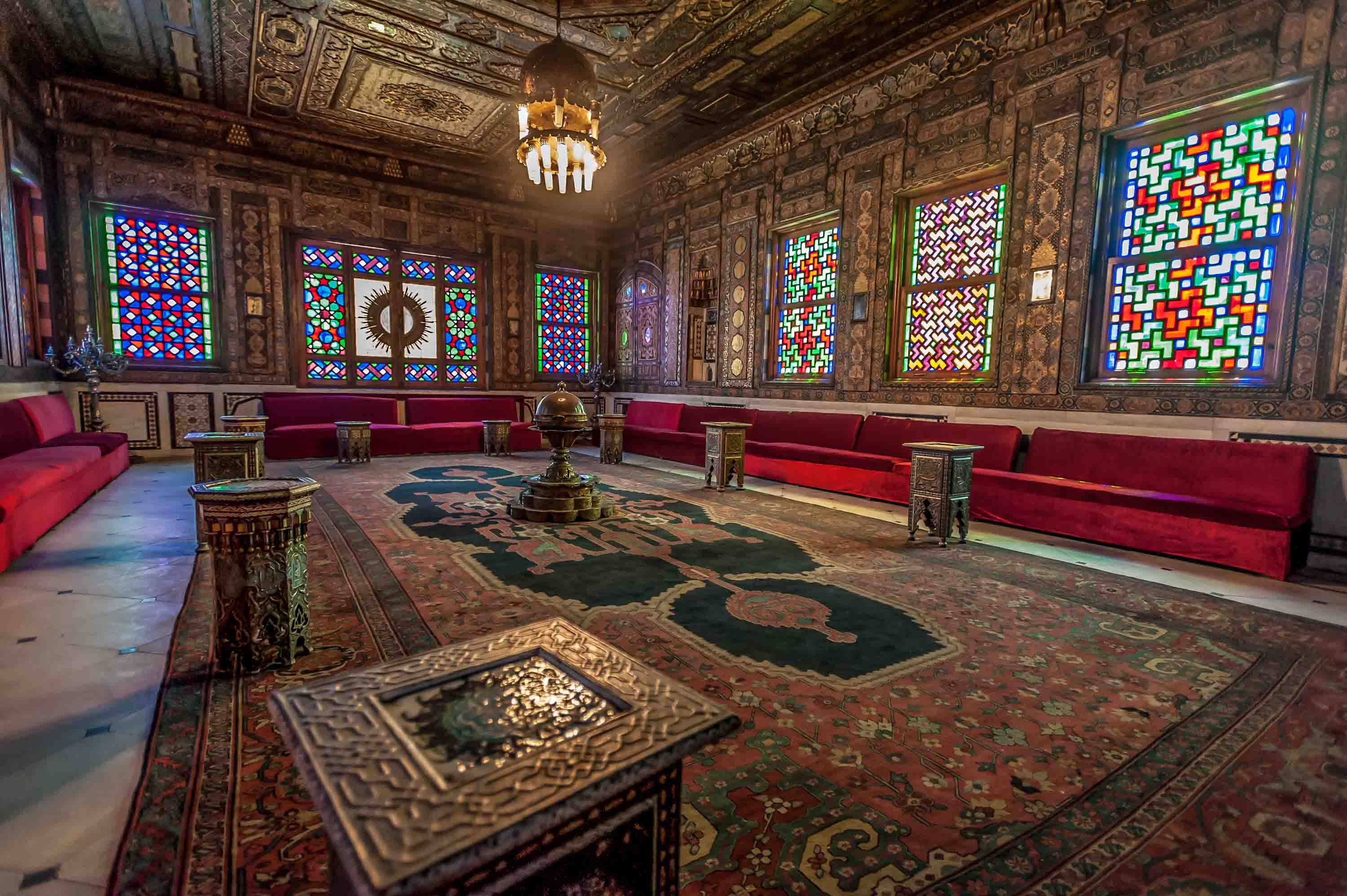